# Serie A 2022-2023
La Serie A 2022-2023 è stata la 121ª edizione della massima serie del campionato italiano di calcio (la 91ª a girone unico), disputata tra il 13 agosto 2022 e il 4 giugno 2023 e conclusa con la vittoria del Napoli, al suo terzo titolo, a distanza di trentatré anni dall'ultimo successo.
Capocannoniere del torneo è stato Victor Osimhen (Napoli) con 26 reti.

## Stagione

### Novità
A sostituire Cagliari, Genoa e Venezia, retrocesse in Serie B nella stagione precedente, ci sono Lecce, vincitore della Serie B 2021-2022 e tornato nella massima serie dopo due stagioni d'assenza, Cremonese, dopo ventisei anni d'assenza, e Monza, al suo storico esordio in massima serie, in quanto vincente dei play-off.
La regione più rappresentata è la Lombardia, con ben cinque squadre (Atalanta, Cremonese, Inter, Milan e Monza). Con due club a testa ci sono Campania (Napoli e Salernitana), Emilia-Romagna (Bologna e Sassuolo), Lazio (Lazio e Roma), Liguria (Sampdoria e Spezia), Piemonte (Juventus e Torino) e Toscana (Empoli e Fiorentina). Infine, vantano una formazione cadauna Friuli-Venezia Giulia (Udinese), Puglia (Lecce) e Veneto (Verona).
L'IFAB delibera che le cinque sostituzioni, da effettuare utilizzando un massimo di tre interruzioni di gioco, durante la disputa degli incontri, come accaduto in via temporanea nelle due stagioni precedenti, sono confermate in via definitiva. Da questa stagione, la FIGC delibera anche la possibilità di portare in panchina fino a un massimo di quindici giocatori, allargando quindi il limite che nel 2012 era stato portato a dodici giocatori.
Da questa stagione viene, inoltre, reintrodotto lo spareggio per l'assegnazione dello scudetto e per l'ultimo posto salvezza (il diciassettesimo), ma non per la qualificazione alle coppe europee, in caso di arrivo a pari punti tra due o più squadre, che era stato abolito al termine della stagione 2004-2005. Il regolamento prevede che la partita, in campo neutro e in gara secca, veda, in caso di parità, l'esecuzione dei tiri di rigore senza la disputa dei tempi supplementari.
A partire dal girone di ritorno, il campionato vede l'introduzione del fuorigioco semi-automatico, utilizzato per la prima volta nella Supercoppa UEFA 2022, a partire dalla fase a gironi della UEFA Champions League 2022-2023, nel campionato mondiale 2022 in Qatar e nella Supercoppa italiana 2022.

### Calendario e orari di gioco
Il campionato ha avuto inizio sabato 13 agosto 2022 con i primi anticipi della 1ª giornata, a cui sono poi seguite le restanti gare del turno domenica 14 e lunedì 15 agosto. Il campionato si è concluso domenica 4 giugno 2023, con una lunga pausa tra i mesi di novembre 2022 e gennaio 2023 per consentire lo svolgimento del campionato mondiale in Qatar. Sono previsti quattro turni infrasettimanali, in programma per il 31 agosto e il 9 novembre 2022, e per il 4 gennaio e il 3 maggio 2023, e due soste per gli impegni delle nazionali, in programma per il 25 settembre 2022 e il 26 marzo 2023, rispettivamente per la fase a gironi della UEFA Nations League 2022-2023 e per la fase di qualificazione al campionato europeo 2024 (oltre alla sosta che è iniziata il 14 novembre ed è terminata il 18 dicembre 2022 per la disputa del campionato mondiale).
Per la seconda volta, dopo la stagione precedente, il calendario non prevede la simmetria tra gare di andata e gare di ritorno, che si svolgono quindi secondo un ordine diverso rispetto all'andata. La partita di ritorno tra due squadre non può essere disputata a meno di otto partite di distanza da quella d'andata.
Gli orari di gioco previsti sono:
- Sabato: 3 partite
  - 1 anticipo alle 15:00
  - 1 anticipo alle 18:00
  - 1 anticipo alle 20:45
- Domenica: 6 partite
  - 1 anticipo alle 12:30
  - 3 partite alle 15:00
  - 1 posticipo alle 18:00
  - 1 posticipo alle 20:45
- Lunedì: 1 partita
  - 1 posticipo alle 20:45

Nelle giornate che precedono le soste per le nazionali (7ª, 15ª e 27ª) e in quelle che precedono i turni infrasettimanali (3ª, 13ª e 32ª), il posticipo del lunedì alle 20:45 può essere sostituito da un anticipo il venerdì alle 20:45. I turni infrasettimanali si disputano il mercoledì con due partite alle 20:45, due anticipi martedì alle 18:30, due anticipi martedì alle 20:45, due anticipi mercoledì alle 18:30, un posticipo giovedì alle 18:30 e un posticipo giovedì alle 20:45.
La 1ª giornata si disputa domenica 14 agosto 2022 con due partite alle 18:30 e due alle 20:45, quattro anticipi al sabato, due alle 18:30 e due alle 20:45, e due posticipi al lunedì, uno alle 18:30 e uno alle 20:45. La 2ª giornata si disputa domenica 21 agosto 2022 con due partite alle 18:30 e due alle 20:45, quattro anticipi al sabato, due alle 18:30 e due alle 20:45, e due posticipi al lunedì, uno alle 18:30 e uno alle 20:45. La 3ª giornata si disputa domenica 28 agosto 2022 con due partite alle 18:30 e due alle 20:45, due anticipi al venerdì, uno alle 18:30 e uno alle 20:45, e quattro anticipi al sabato, due alle 18:30 e due alle 20:45.
La 16ª giornata si disputa tutta mercoledì 4 gennaio 2023 con due partite alle 12:30, due alle 14:30, due alle 16:30, due alle 18:30 e due alle 20:45. La 29ª giornata si disputa sabato 8 aprile 2023 con una partita alle 12:30, una alle 14:30, due alle 16:30, due alle 18:30 e una alle 20:45, e tre anticipi al venerdì, uno alle 17:00, uno alle 19:00 e uno alle 21:00. La 37ª giornata si disputa domenica 28 maggio 2023 con una partita alle 12:30, due alle 15:00, una alle 18:00 e una alle 20:45, due anticipi al venerdì, uno alle 18:30 e uno alle 20:45, e tre anticipi al sabato, uno alle 15:00, uno alle 18:00 e uno alle 20:45. La 38ª giornata si disputa domenica 4 giugno 2023 con una partita alle 18:30 e cinque alle 21:00, un anticipo al venerdì alle 20:30, e tre anticipi al sabato, uno alle 18:30 e due alle 21:00.

### Calciomercato

#### Sessione estiva

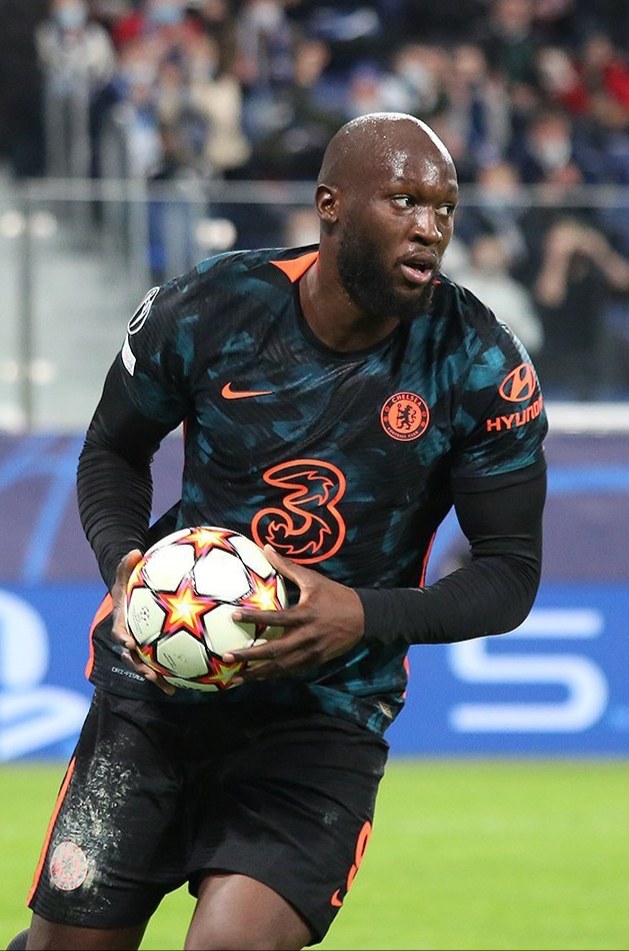
Il centravanti belga Lukaku fa ritorno all' dal dopo un solo anno.

Il Milan campione in carica si rinforza con gli arrivi a centrocampo dei trequartisti De Ketelaere e Adli, acquistati rispettivamente dal Club Bruges e dal Bordeaux, e riaccoglie il mediano Pobega dopo il prestito al Torino; in attacco i rossoneri ingaggiano a parametro zero il centravanti Origi, reduce dall'esperienza al Liverpool. A rinforzare la rosa rossonera arrivano anche i difensori Thiaw e Dest, rispettivamente da Schalke 04 e Barcellona, e il centrocampista Vranckx dal Wolfsburg. In uscita i meneghini salutano il difensore Romagnoli e il centrocampista Kessié, che si accasano da svincolati a Lazio e Barcellona, oltre all'attaccante Castillejo, ceduto al Valencia. I rivali cittadini dell'Inter riaccolgono dopo un solo anno il centravanti Lukaku, che torna in prestito dal Chelsea. Oltre al belga, i meneghini si rinforzano con gli arrivi del portiere Onana, ingaggiato a parametro zero dopo l'esperienza all'Ajax, del difensore Acerbi dalla Lazio, dei centrocampisti Asllani e Bellanova, provenienti rispettivamente dall'Empoli e dal Cagliari, e del trequartista Mxit'aryan, messo sotto contratto da svincolato dopo l'esperienza con la Roma. In uscita, si registrano le partenze per fine contratto del difensore Ranocchia e dei centrocampisti Vecino e Perišić, con quest'ultimo che si accorda con il Tottenham. Lasciano anche il difensore Kolarov, che si ritira dal calcio giocato, il centrocampista Vidal, e l'attaccante Sánchez, che risolvono il proprio contratto con i nerazzurri.

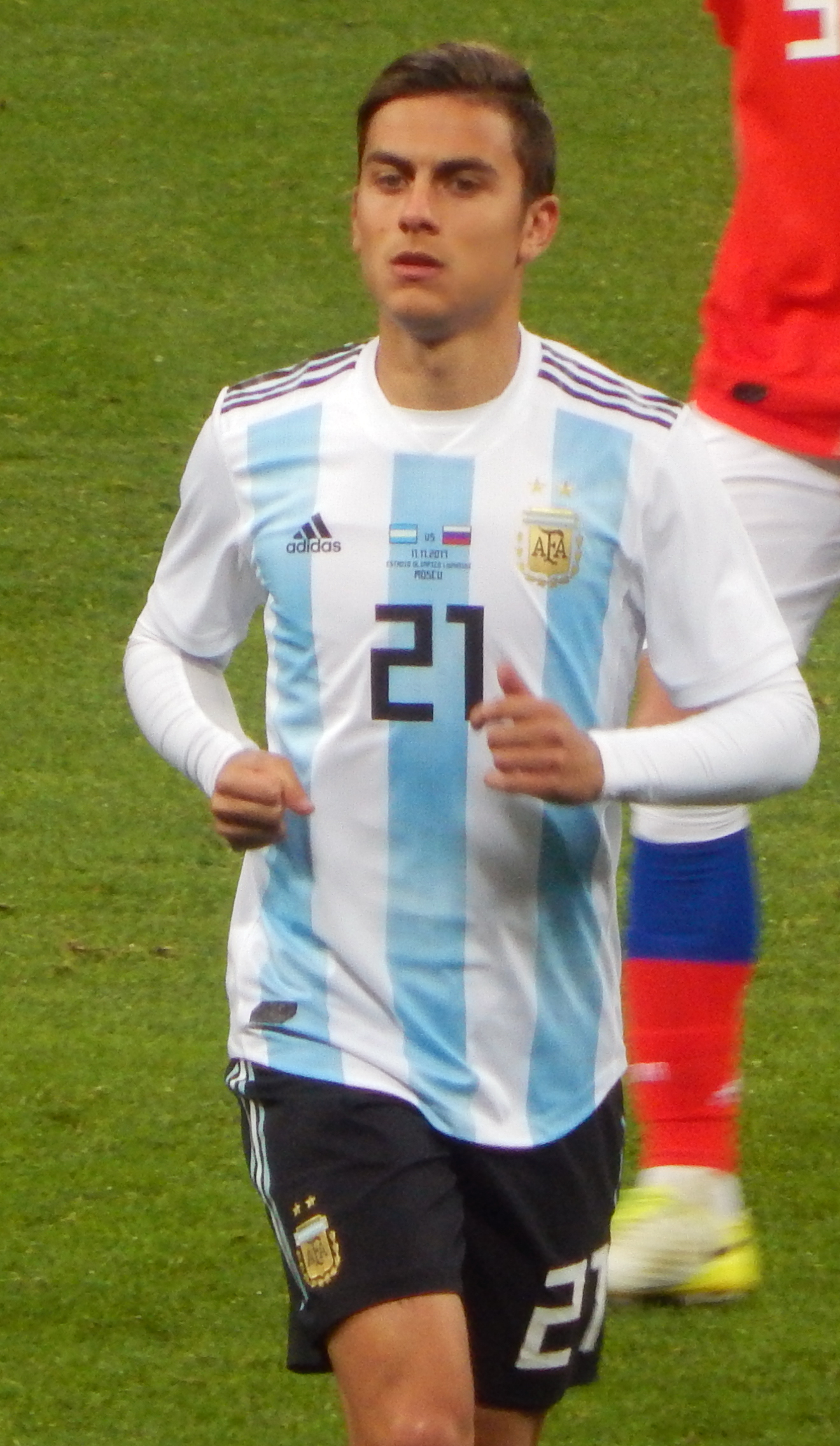
Il trequartista argentino Dybala, dopo sette stagioni alla, si trasferisce alla.

La Juventus, una delle antagoniste più accreditate delle milanesi, si rinforza con due arrivi di rilievo a parametro zero: a centrocampo torna Pogba, reduce dall'esperienza al Manchester Utd, mentre in attacco arriva Di María, dopo la fine del contratto con il Paris Saint-Germain. I bianconeri acquistano pure i difensori Bremer e Gatti, rispettivamente da Torino e Frosinone, i centrocampisti Kostić e Paredes, rispettivamente dall'Eintracht Francoforte e dal Paris Saint-Germain, e l'attaccante Milik dall'Olympique Marsiglia. In uscita si segnalano la cessione del difensore De Ligt, che passa al Bayern Monaco, quelle dei centrocampisti Arthur e Zakaria, rispettivamente al Liverpool e al Chelsea, e la partenza dell'attaccante Morata per fine prestito. I torinesi salutano pure due colonne degli anni precedenti come il difensore Chiellini e l'attaccante Dybala, che non rinnovano il contratto in scadenza con i bianconeri e si accordano con Los Angeles FC e Roma, così come l'attaccante Bernardeschi, che viene ingaggiato dal Toronto FC. Anche il Napoli chiude di fatto un ciclo, salutando diversi giocatori protagonisti delle precedenti stagioni: gli azzurri fanno registrare le cessioni del difensore Koulibaly e del centrocampista Ruiz, ceduti rispettivamente al Chelsea, e al Paris Saint-Germain, e le partenze del portiere Ospina e degli attaccanti Insigne e Mertens, con gli ultimi due che non rinnovano il contratto in scadenza con i partenopei e si accasano rispettivamente al Toronto FC e al Galatasaray. Lasciano anche i terzini Ghoulam e Malcuit, anche loro per fine contratto. In entrata, i partenopei acquistano i difensori Kim e Østigård, rispettivamente da Fenerbahçe e Brighton, il terzino Olivera dal Getafe, il centrocampista Ndombele dal Tottenham e gli attaccanti K'varatskhelia, Simeone, e Raspadori, rispettivamente dalla Dinamo Batumi, dal Verona e dal Sassuolo.
La Roma si dimostra molto attiva sul mercato in entrata: i giallorossi ingaggiano il sopracitato Dybala e rinforzano ulteriormente la rosa con gli arrivi del portiere Svilar, del centrocampista Matić, e dell'attaccante Belotti, ingaggiati da svincolati dopo le esperienze rispettivamente al Benfica, al Manchester Utd e al Torino. In giallorosso arrivano pure il terzino Çelik, acquistato dal Lilla, e i centrocampisti Wijnaldum e Camara, presi in prestito dal Paris Saint-Germain e dall'Olympiacos. In uscita i capitolini salutano il portiere Fuzato e il centrocampista Veretout, ceduti rispettivamente a Ibiza e Olympique Marsiglia, il centrocampista Diawara e gli attaccanti Pérez e Afena-Gyan, oltre al sopracitato Mxit'aryan; inoltre i centrocampisti Maitland-Niles e Oliveira fanno ritorno ad Arsenal e Porto dopo i rispettivi prestiti. Anche i rivali cittadini della Lazio operano sul mercato in entrata, rinforzandosi con gli acquisti dei portieri Maximiano dal Granada, e Provedel dallo Spezia, del difensore Casale dal Verona, del centrocampista Marcos Antônio dallo Šachtar e dell'attaccante Cancellieri dal Verona; oltre al sopracitato Romagnoli, viene ingaggiato a parametro zero anche il centrocampista Vecino, reduce dall'esperienza all'Inter. In uscita i biancocelesti salutano, oltre al sopracitato Acerbi, il portiere Strakosha, il difensore Luiz Felipe e il centrocampista Lucas Leiva, tutti per fine contratto, mentre il portiere Reina risolve il proprio contratto con i capitolini.
La Fiorentina si rinforza con il prestito del portiere Gollini dall'Atalanta e con gli acquisti del difensore Dodô, del centrocampista Mandragora e dell'attaccante Jović, arrivati rispettivamente da Šachtar, Juventus e Real Madrid. Salutano il centrocampista Pulgar, ceduto al Flamengo, e l'attaccante Piątek, che fa ritorno all'Hertha Berlino per fine prestito. L'Atalanta acquista il centrocampista Éderson dalla Salernitana e l'attaccante Højlund dallo Sturm Graz, e cede i centrocampisti Pessina e Freuler, rispettivamente al Monza e al Nottingham Forest; l'attaccante Iličić risolve il proprio contratto con i bergamaschi. Il Torino saluta i sopracitati Bremer e Belotti ma acquista il difensore Schuurs dall'Ajax e i trequartisti Mirančuk, Radonjić e Vlašić, rispettivamente dall'Atalanta, dall'Olympique Marsiglia e dal West Ham Utd. Il Sassuolo cede, oltre al sopracitato Raspadori, il centravanti Scamacca al West Ham Utd e li sostituisce con Pinamonti dall'Inter, ma in prestito nella precedente stagione all'Empoli, e Álvarez dal Peñarol. Il Verona prende l'attaccante Henry dal Venezia, mentre la Salernitana si rinforza con gli arrivi del centrocampista Candreva dalla Sampdoria e degli attaccanti Dia e Piątek, rispettivamente dal Villarreal e dall'Hertha Berlino. Tra le neopromosse, la Cremonese acquista l'attaccante Dessers dal Feyenoord, mentre il Lecce accoglie l'attaccante Ceesay dallo Zurigo e il difensore campione del mondo Umtiti. La neopromossa più attiva, però, è il Monza: oltre a Pessina e allo svincolato Ranocchia, prendono in prestito il portiere Cragno dal Cagliari, il centrocampista Sensi dall'Inter e gli attaccanti Caprari dal Verona e Petagna dal Napoli.

#### Sessione invernale
Il mercato invernale non fa segnare movimenti di rilievo. Il Napoli puntella la difesa con l'acquisto di Bereszyński dalla Sampdoria e finalizza uno scambio di portieri con la Fiorentina, con Gollini che si trasferisce in azzurro e Sirigu che compie il percorso inverso. Se le milanesi restano sostanzialmente ferme in entrata e in uscita, la Juventus si limita a cedere il centrocampista McKennie al Leeds Utd. La Roma, che cede Zaniolo al Galatasaray, integra l'attaccante Solbakken dal Bodø/Glimt e il difensore Llorente dal Leeds Utd, mentre la Lazio prende il terzino Pellegrini dall'Eintracht Francoforte (ma di proprietà della Juventus). L'Atalanta cede Malinovs'kyj all'Olympique Marsiglia.
Tra gli altri movimenti, il Torino prende Ilić dal Verona e cede Lukić al Fulham. L'Udinese ingaggia l'attaccante svincolato Thauvin, mentre l'Empoli rinforza l'attacco con Caputo dalla Sampdoria e cede Bajrami al Sassuolo; i neroverdi cedono Traorè al Bournemouth. La Salernitana si rinforza con il portiere Ochoa. Lo Spezia ingaggia l'attaccante Shomurodov dalla Roma e il centrocampista Esposito dalla SPAL, il Verona punta sul centravanti Gaich dal CSKA Mosca e sul centrocampista Duda dal Colonia, mentre la Sampdoria prende l'attaccante Lammers dall'Empoli (ma di proprietà dell'Atalanta) e il centrocampista Cuisance dal Venezia.

### Avvenimenti

#### Girone di andata

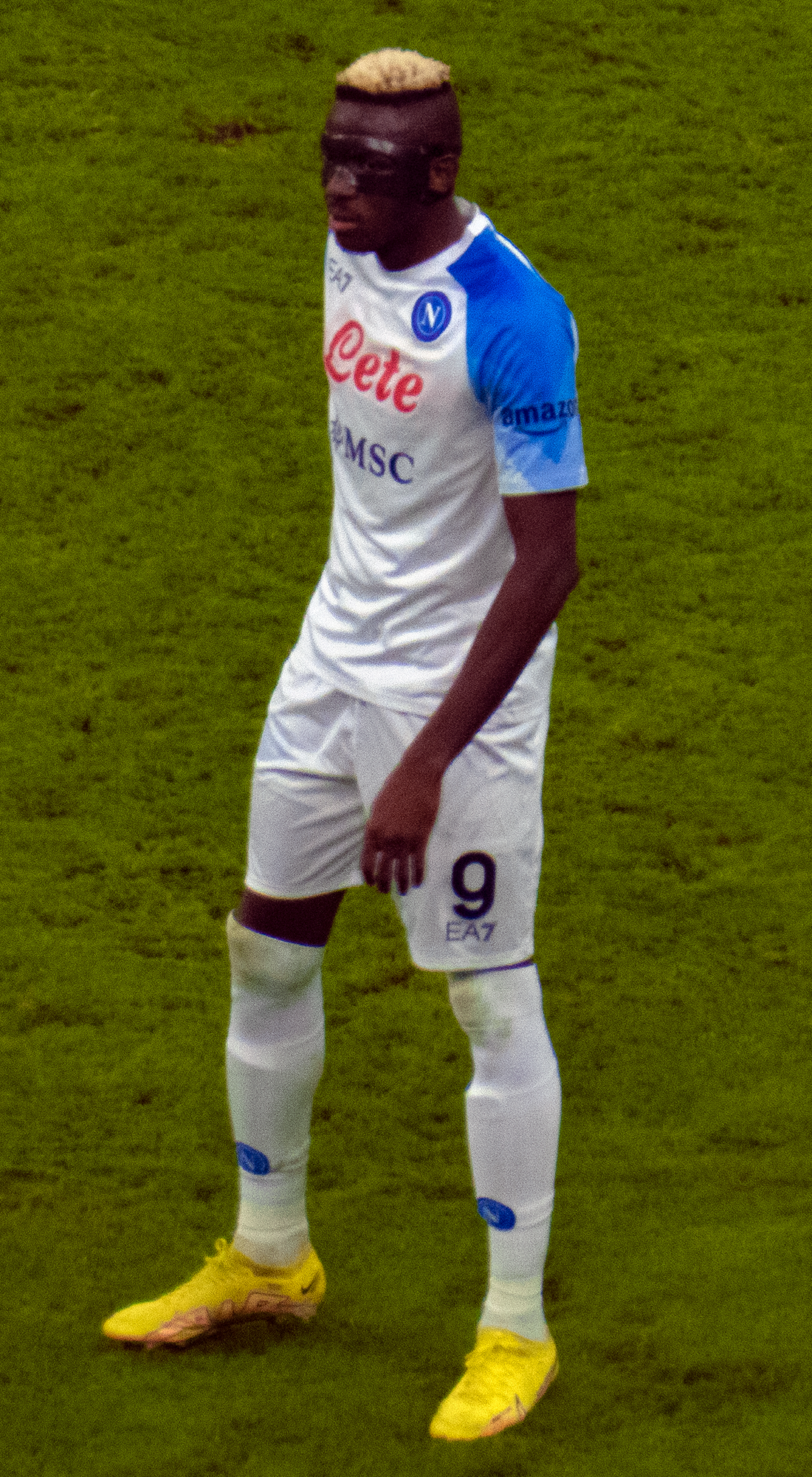
L'attaccante nigeriano Osimhen, trascinatore del campione d'Italia, risulta il capocannoniere del torneo con 26 reti

L'avvio del campionato vede la buona partenza di Atalanta e Roma, appaiate in vetta alla classifica dopo le prime quattro giornate: se i bergamaschi sono capaci di imporre il pareggio ai campioni in carica del Milan alla 2ª giornata, i capitolini fanno lo stesso con la Juventus nel turno successivo. A seguire la coppia di testa c'è l'Inter, che pure esce battuta nettamente dalla Lazio nello scontro diretto della 3ª giornata. I piazzamenti europei sono occupati da un gruppo numeroso di squadre, che comprende il Napoli e le sopracitate Milan, Juventus e Lazio. Da segnalare la buona partenza di Torino e Udinese, mentre Cremonese e Monza confermano le difficoltà del salto di categoria e non riescono a raccogliere alcun punto dopo le prime quattro gare, stazionando in fondo alla classifica. La 5ª giornata vede l'Atalanta prendersi la testa solitaria della graduatoria, complice il pesante rovescio della Roma con l'Udinese. Il Milan, invece, batte l'Inter nella stracittadina e la supera in classifica. Dopo lo stesso turno si verifica il primo cambio di panchina, con Mihajlović sostituito da Motta (dopo la breve parentesi di Vigiani). Alla 7ª giornata il Napoli batte 2-1 il Milan in trasferta e affianca in vetta l'Atalanta, che nel frattempo aveva perso il primato solitario. Alle spalle dei partenopei e dei bergamaschi c'è l'Udinese, rivelazione dell'inizio di stagione, capace di battere anche un'altalenante Inter. Anche la Juventus evidenza delle difficoltà in avvio di campionato: i bianconeri perdono pure con il neopromosso Monza, guidato da Palladino dopo l'avvicendamento con Stroppa.
Alla 9ª giornata, complice il pareggio dell'Atalanta sul campo dell'Udinese, il Napoli si prende la vetta solitaria della classifica, battendo la Cremonese in trasferta. Nella stessa giornata il Milan supera la Juventus, ribadendo le gerarchie di inizio campionato. Nella parte bassa della classifica cambiano guida tecnica anche Sampdoria e Verona, che congedano Giampaolo e Cioffi per affidarsi rispettivamente a Stanković e Bocchetti. Nei tre turni successivi gli azzurri centrano altrettanti successi, compreso quello esterno contro la Roma, mentre i rossoneri incappano in un passo falso sul campo del Torino, perdendo contatto dalla vetta. Alla 13ª giornata il Napoli supera l'Atalanta in trasferta, consolidando il suo primato solitario. Nello stesso turno la Juventus batte l'Inter e prosegue nella sua risalita, mentre la Lazio supera la Roma nel derby capitolino. L'anno solare si chiude con il Napoli che taglia il traguardo delle undici vittorie consecutive in campionato. Alle spalle dei partenopei seguono il Milan e la Juventus, rispettivamente a otto e dieci lunghezze di distanza. In lotta per la Champions League ci sono anche la Lazio, battuta dalla Juventus alla 15ª giornata, e l'Inter, che supera l'Atalanta nello scontro diretto dello stesso turno. Il Monza, beneficiando del cambio di guida tecnica, si allontana dalla parte bassa della graduatoria. In zona retrocessione sono sempre più evidenti le difficoltà di Verona, Sampdoria e Cremonese, con i grigiorossi distanziati di sei punti dallo Spezia.

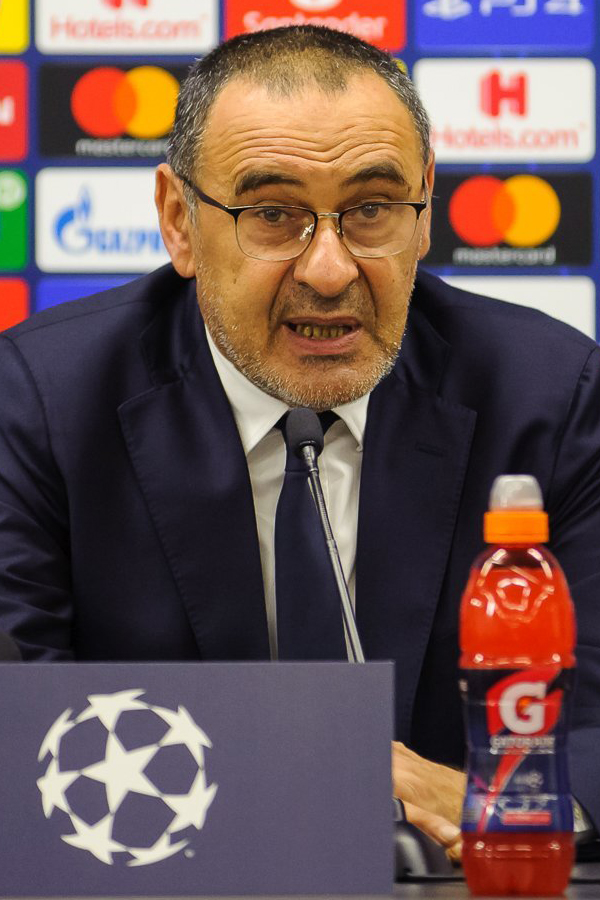
Maurizio Sarri, alla seconda stagione sulla panchina della, riporta i biancocelesti in Champions League dopo tre anni.

Al ritorno dalla sosta mondiale, l'Inter sorprende il Napoli, infliggendogli la prima sconfitta in campionato. Tuttavia, già nella giornata successiva, i partenopei battono una Sampdoria alle prese con una crisi tecnica e societaria e si laureano campioni d'inverno, complice il pareggio in rimonta subito dal Milan con la Roma. Alla 18ª giornata il Napoli rafforza la propria leadership battendo la Juventus, nel frattempo salita al secondo posto, con un roboante 5-1. I torinesi, puniti dalla giustizia sportiva con quindici punti di penalizzazione per il procedimento sulle plusvalenze, crollano a venticinque lunghezze di distanza dagli azzurri e vedono allontanarsi i piazzamenti validi per le coppe europee. Il girone d'andata si chiude con il Napoli che distanzia il Milan, superato nettamente dalla Lazio nel 19º turno, di dodici punti, un distacco record a metà campionato. Alle spalle dei rossoneri segue un terzetto di squadre formato dall'Inter e dalle romane. Nella zona bassa della classifica, il Verona sembra giovare dell'arrivo in panchina di Zaffaroni al fianco di Bocchetti e accorcia le distanze dal Sassuolo, quartultimo al giro di boa del campionato.

#### Girone di ritorno

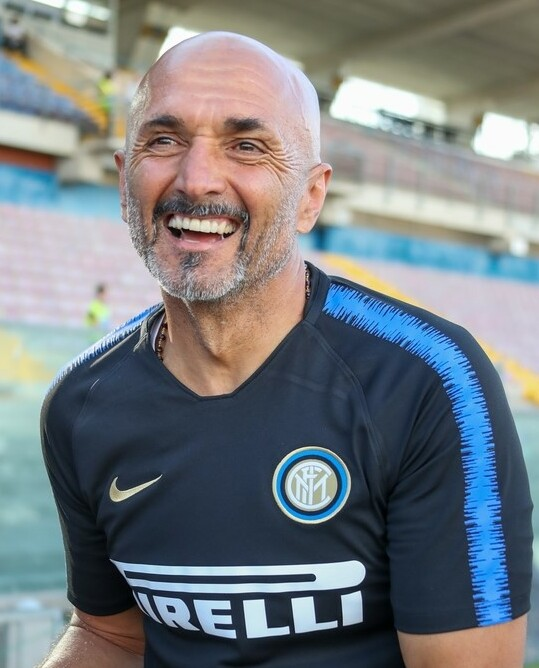
Luciano Spalletti, al secondo anno con il, vince il primo campionato italiano in carriera, nonché il terzo degli azzurri a 33 anni dal precedente.

Il girone di ritorno si apre con il Napoli che vince di misura con la Roma e allunga ancora sulla seconda in classifica, che non è più il Milan, battuto in maniera netta per 2-5 dal Sassuolo e scavalcato dall'Inter. Alla 21ª giornata i rossoneri vengono sconfitti proprio dai nerazzurri nella stracittadina e scivolano fuori dalla zona Champions, superati anche dalle due squadre romane. Nelle tre giornate successive i partenopei raccolgono altrettanti successi e, complici i passi falsi delle inseguitrici, portano il vantaggio sulla seconda a diciotto lunghezze, lanciandosi verso la conquista del tricolore. Anche la Juventus fa bottino pieno e risale la classifica, arrivando a ridosso dei piazzamenti europei dopo la vittoria nel derby. Nella parte bassa della graduatoria, Salernitana e Spezia cambiano guida tecnica, sostituendo Nicola e Gotti rispettivamente con Sousa e Semplici (quest'ultimo dopo la parentesi Lorieri). Alla 25ª giornata il Napoli incassa la seconda sconfitta del suo campionato, venendo sconfitto di misura dalla Lazio; nello stesso turno la Roma supera la Juventus, interrompendone la risalita, mentre la Fiorentina batte il Milan. Gli azzurri, tuttavia, allungano nuovamente già nella giornata successiva, vincendo la gara contro l'Atalanta, al contrario di tutte le inseguitrici. Alla 27ª giornata l'Inter viene battuta dalla Juventus nello scontro diretto ed è scavalcata al secondo posto dalla Lazio, uscita vittoriosa dalla stracittadina contro la Roma.
Al ritorno dalla sosta di marzo, il Napoli cade in casa contro il Milan per 0-4, ma nelle settimane successive gli azzurri riprendono la loro marcia verso la conquista del tricolore: alla 31ª giornata il Napoli si impone anche in casa della Juventus, alle prese con una crisi di risultati culminata in tre sconfitte consecutive, e avvicina l'obiettivo; nel frattempo i bianconeri si vedono restituire i quindici punti di penalizzazione inflitti a gennaio e rientrano nella zona Champions. Nel turno successivo l'Inter batte la Lazio e aggancia Roma e Milan, che impattano nello scontro diretto, al quarto posto. Alla 33ª giornata arriva il primo verdetto del campionato: il Napoli pareggia sul campo dell'Udinese e si aggiudica il terzo titolo della sua storia, a trentatré anni dal precedente, con cinque gare d'anticipo. Nel turno successivo matura anche il secondo verdetto, con la Sampdoria che retrocede matematicamente in Serie B con quattro giornate d'anticipo, lasciando così la massima serie dopo undici anni di militanza consecutiva. Alla 36ª giornata è la volta anche della Cremonese, che fa ritorno dopo un solo anno nella serie cadetta con due giornate d'anticipo, in seguito alla sconfitta con il Bologna e al pareggio tra le dirette concorrenti per la salvezza Spezia e Lecce. Lo stesso turno segna anche la discesa della Juventus dal secondo al settimo posto, con la giustizia sportiva che infligge ai bianconeri dieci punti di penalizzazione dopo un nuovo giudizio sul caso plusvalenze. La penalizzazione comminata alla Juventus determina anche la qualificazione in Champions League della Lazio. Alla 37ª giornata si completa il quadro delle squadre partecipanti alla fase a gironi della massima competizione continentale, con Inter e Milan che vincono gli scontri diretti rispettivamente con Atalanta e Juventus e si assicurano la qualificazione con un turno d'anticipo. Nella zona bassa della classifica il Lecce supera il Monza e si guadagna la permanenza nella massima serie.
L'epilogo del campionato determina l'accesso alla fase a gironi dell'Europa League per Atalanta e Roma, mentre la Juventus ottiene la qualificazione agli spareggi dell'Europa Conference League; a fine stagione, tuttavia, i bianconeri vengono sanzionati con l'esclusione dalle competizioni UEFA per la violazione delle norme del fair play finanziario, lasciando il loro posto alla Fiorentina. In zona retrocessione, le concomitanti sconfitte di Verona e Spezia certificano la disputa dello spareggio per decretare la terza retrocessa nella serie cadetta: a dover scendere sono i liguri, che perdono per 1-3 contro i veneti e salutano la massima serie dopo tre anni. L'attaccante del Napoli Osimhen vince la classifica marcatori del torneo con 26 reti.

## Squadre partecipanti
| Club        | Stagione | Città         | Stadio                                              | Stagione precedente                           |
| ----------- | -------- | ------------- | --------------------------------------------------- | --------------------------------------------- |
| Atalanta    | dettagli | Bergamo       | Gewiss Stadium                                      | 8º posto in Serie A                           |
| Bologna     | dettagli | Bologna       | Stadio Renato Dall'Ara                              | 13º posto in Serie A                          |
| Cremonese   | dettagli | Cremona       | Stadio Giovanni Zini                                | 2º posto in Serie B, promossa                 |
| Empoli      | dettagli | Empoli (FI)   | Stadio Carlo Castellani                             | 14º posto in Serie A                          |
| Fiorentina  | dettagli | Firenze       | Stadio Artemio Franchi                              | 7º posto in Serie A                           |
| Inter       | dettagli | Milano        | Stadio Giuseppe Meazza                              | 2º posto in Serie A                           |
| Juventus    | dettagli | Torino        | Juventus Stadium                                    | 4º posto in Serie A                           |
| Lazio       | dettagli | Roma          | Stadio Olimpico                                     | 5º posto in Serie A                           |
| Lecce       | dettagli | Lecce         | Stadio Via del mare                                 | 1º posto in Serie B, promosso                 |
| Milan       | dettagli | Milano        | Stadio Giuseppe Meazza                              | 1º posto in Serie A                           |
| Monza       | dettagli | Monza         | Stadio Brianteo                                     | 4º posto in Serie B, promosso dopo i play-off |
| Napoli      | dettagli | Napoli        | Stadio Diego Armando Maradona                       | 3º posto in Serie A                           |
| Roma        | dettagli | Roma          | Stadio Olimpico                                     | 6º posto in Serie A                           |
| Salernitana | dettagli | Salerno       | Stadio Arechi                                       | 17º posto in Serie A                          |
| Sampdoria   | dettagli | Genova        | Stadio Luigi Ferraris                               | 15º posto in Serie A                          |
| Sassuolo    | dettagli | Sassuolo (MO) | Mapei Stadium – Città del Tricolore (Reggio Emilia) | 11º posto in Serie A                          |
| Spezia      | dettagli | La Spezia     | Stadio Alberto Picco                                | 16º posto in Serie A                          |
| Torino      | dettagli | Torino        | Stadio Olimpico Grande Torino                       | 10º posto in Serie A                          |
| Udinese     | dettagli | Udine         | Stadio Friuli                                       | 12º posto in Serie A                          |
| Verona      | dettagli | Verona        | Stadio Marcantonio Bentegodi                        | 9º posto in Serie A                           |

## Allenatori e primatisti
| Squadra     | Allenatore                                                                                  | Giocatore più presente (tra parentesi il numero delle presenze) | Capocannoniere (tra parentesi il numero dei gol segnati) |
| ----------- | ------------------------------------------------------------------------------------------- | --------------------------------------------------------------- | -------------------------------------------------------- |
| Atalanta    | Gian Piero Gasperini                                                                        | Marten de Roon, Éderson (35)                                    | Ademola Lookman (13)                                     |
| Bologna     | Siniša Mihajlović (1ª-5ª) Luca Vigiani (6ª) Thiago Motta (7ª-38ª)                           | Łukasz Skorupski (37)                                           | Riccardo Orsolini (11)                                   |
| Cremonese   | Massimiliano Alvini (1ª-18ª) Davide Ballardini (19ª-38ª)                                    | Emanuele Valeri (37)                                            | Daniel Ciofani (8)                                       |
| Empoli      | Paolo Zanetti                                                                               | Sebastiano Luperto (36)                                         | Nicolò Cambiaghi (6)                                     |
| Fiorentina  | Vincenzo Italiano                                                                           | Cristiano Biraghi, Dodô, Jonathan Ikoné (33)                    | Arthur Cabral (8)                                        |
| Inter       | Simone Inzaghi                                                                              | Lautaro Martínez (38)                                           | Lautaro Martínez (21)                                    |
| Juventus    | Massimiliano Allegri                                                                        | Danilo, Filip Kostić (37)                                       | Dušan Vlahović (10)                                      |
| Lazio       | Maurizio Sarri                                                                              | Felipe Anderson, Ivan Provedel (38)                             | Ciro Immobile (12)                                       |
| Lecce       | Marco Baroni                                                                                | Wladimiro Falcone (38)                                          | Gabriel Strefezza (8)                                    |
| Milan       | Stefano Pioli                                                                               | Rafael Leão (35)                                                | Rafael Leão (15)                                         |
| Monza       | Giovanni Stroppa (1ª-6ª) Raffaele Palladino (7ª-38ª)                                        | Gianluca Caprari, Michele Di Gregorio (37)                      | Carlos Augusto, Patrick Ciurria (6)                      |
| Napoli      | Luciano Spalletti                                                                           | Stanislav Lobotka (38)                                          | Victor Osimhen (26)                                      |
| Roma        | José Mourinho                                                                               | Tammy Abraham (38)                                              | Paulo Dybala (12)                                        |
| Salernitana | Davide Nicola (1ª-22ª) Paulo Sousa (23ª-38ª)                                                | Antonio Candreva, Lassana Coulibaly (35)                        | Boulaye Dia (16)                                         |
| Sampdoria   | Marco Giampaolo (1ª-8ª) Dejan Stanković (9ª-38ª)                                            | Tommaso Augello (37)                                            | Manolo Gabbiadini (7)                                    |
| Sassuolo    | Alessio Dionisi                                                                             | Davide Frattesi, Rogerio (36)                                   | Domenico Berardi (12)                                    |
| Spezia      | Luca Gotti (1ª-22ª) Fabrizio Lorieri (23ª) Leonardo Semplici (24ª-38ª e spareggio)          | Mehdi Bourabia (37)                                             | M'Bala Nzola (13)                                        |
| Torino      | Ivan Jurić                                                                                  | Vanja Milinković-Savić (38)                                     | Antonio Sanabria (12)                                    |
| Udinese     | Andrea Sottil                                                                               | Marco Silvestri (38)                                            | Beto (10)                                                |
| Verona      | Gabriele Cioffi (1ª-9ª) Salvatore Bocchetti (10ª-15ª) Marco Zaffaroni (16ª-38ª e spareggio) | Lorenzo Montipò, Adrien Tameze (37)                             | Simone Verdi (5)                                         |

## Classifica finale
|         | Pos. | Squadra        | Pt | G  | V  | N  | P  | GF | GS | DR  |
| ------- | ---- | -------------- | -- | -- | -- | -- | -- | -- | -- | --- |
|         | 1.   | Napoli         | 90 | 38 | 28 | 6  | 4  | 77 | 28 | +49 |
|         | 2.   | Lazio          | 74 | 38 | 22 | 8  | 8  | 60 | 30 | +30 |
|         | 3.   | Inter          | 72 | 38 | 23 | 3  | 12 | 71 | 42 | +29 |
|         | 4.   | Milan          | 70 | 38 | 20 | 10 | 8  | 64 | 43 | +21 |
|         | 5.   | Atalanta       | 64 | 38 | 19 | 7  | 12 | 66 | 48 | +18 |
|         | 6.   | Roma           | 63 | 38 | 18 | 9  | 11 | 50 | 38 | +12 |
| [ 169 ] | 7.   | Juventus (-10) | 62 | 38 | 22 | 6  | 10 | 56 | 33 | +23 |
|         | 8.   | Fiorentina     | 56 | 38 | 15 | 11 | 12 | 53 | 43 | +10 |
|         | 9.   | Bologna        | 54 | 38 | 14 | 12 | 12 | 53 | 49 | +4  |
|         | 10.  | Torino         | 53 | 38 | 14 | 11 | 13 | 42 | 41 | +1  |
|         | 11.  | Monza          | 52 | 38 | 14 | 10 | 14 | 48 | 52 | -4  |
|         | 12.  | Udinese        | 46 | 38 | 11 | 13 | 14 | 47 | 48 | -1  |
|         | 13.  | Sassuolo       | 45 | 38 | 12 | 9  | 17 | 47 | 61 | -14 |
|         | 14.  | Empoli         | 43 | 38 | 10 | 13 | 15 | 37 | 49 | -12 |
|         | 15.  | Salernitana    | 42 | 38 | 9  | 15 | 14 | 48 | 62 | -14 |
|         | 16.  | Lecce          | 36 | 38 | 8  | 12 | 18 | 33 | 46 | -13 |
|         | 17.  | Verona         | 31 | 38 | 7  | 10 | 21 | 31 | 59 | -28 |
|         | 18.  | Spezia         | 31 | 38 | 6  | 13 | 19 | 31 | 62 | -31 |
|         | 19.  | Cremonese      | 27 | 38 | 5  | 12 | 21 | 36 | 69 | -33 |
|         | 20.  | Sampdoria      | 19 | 38 | 3  | 10 | 25 | 24 | 71 | -47 |

Legenda:
      Campione d'Italia e ammessa alla fase a gironi della UEFA Champions League 2023-2024.
      Ammesse alla fase a gironi della UEFA Champions League 2023-2024.
      Ammesse alla fase a gironi della UEFA Europa League 2023-2024.
      Ammessa agli spareggi della UEFA Europa Conference League 2023-2024.
  Ammesse allo spareggio salvezza.
      Retrocesse in Serie B 2023-2024.
Regolamento:
Tre punti per la vittoria, uno per il pareggio, zero per la sconfitta.
In caso di arrivo di due o più squadre a pari punti, la graduatoria finale verrà stilata secondo la classifica avulsa tra le squadre interessate, ad eccezione dell'assegnazione dello scudetto e del quartultimo posto (ultimo posto salvezza), per i quali è previsto uno spareggio.
La classifica avulsa è compilata sulla base dei seguenti criteri:
- Punti negli scontri diretti
- Differenza reti negli scontri diretti
- Differenza reti generale
- Reti realizzate in generale
- Sorteggio

Nel caso in cui, per lo scudetto e per l'ultimo posto salvezza, si trovassero a pari punti più di due squadre, le due che dovranno partecipare allo spareggio saranno individuate attraverso la classifica avulsa.
Note:
La Juventus ha scontato 10 punti di penalizzazione ed è stata esclusa dagli spareggi della UEFA Europa Conference League 2023-2024 per la violazione delle norme del fair play finanziario.

### Squadra campione
| Formazione tipo (4-3-3) | Giocatori (presenze)        |
| --- | --------------------------- |
| Meret Di Lorenzo Rrahmani Kim Mário Rui Anguissa Lobotka Zieliński Lozano Osimhen K'varatskhelia | Alex Meret (34)             |
| Meret Di Lorenzo Rrahmani Kim Mário Rui Anguissa Lobotka Zieliński Lozano Osimhen K'varatskhelia | Giovanni Di Lorenzo (37)    |
| Meret Di Lorenzo Rrahmani Kim Mário Rui Anguissa Lobotka Zieliński Lozano Osimhen K'varatskhelia | Amir Rrahmani (29)          |
| Meret Di Lorenzo Rrahmani Kim Mário Rui Anguissa Lobotka Zieliński Lozano Osimhen K'varatskhelia | Kim Min-jae (35)            |
| Meret Di Lorenzo Rrahmani Kim Mário Rui Anguissa Lobotka Zieliński Lozano Osimhen K'varatskhelia | Mário Rui (22)              |
| Meret Di Lorenzo Rrahmani Kim Mário Rui Anguissa Lobotka Zieliński Lozano Osimhen K'varatskhelia | André-Frank Anguissa (36)   |
| Meret Di Lorenzo Rrahmani Kim Mário Rui Anguissa Lobotka Zieliński Lozano Osimhen K'varatskhelia | Stanislav Lobotka (38)      |
| Meret Di Lorenzo Rrahmani Kim Mário Rui Anguissa Lobotka Zieliński Lozano Osimhen K'varatskhelia | Piotr Zieliński (37)        |
| Meret Di Lorenzo Rrahmani Kim Mário Rui Anguissa Lobotka Zieliński Lozano Osimhen K'varatskhelia | Hirving Lozano (32)         |
| Meret Di Lorenzo Rrahmani Kim Mário Rui Anguissa Lobotka Zieliński Lozano Osimhen K'varatskhelia | Victor Osimhen (32)         |
| Meret Di Lorenzo Rrahmani Kim Mário Rui Anguissa Lobotka Zieliński Lozano Osimhen K'varatskhelia | Khvicha K'varatskhelia (34) |
| Altri giocatori: Eljif Elmas (36), Tanguy Ndombele (30), Mathías Olivera (30), Matteo Politano (27), Giacomo Raspadori (25), Giovanni Simeone (25), Juan Jesus (15), Alessio Zerbin (10), Gianluca Gaetano (8), Diego Demme (7), Leo Skiri Østigård (7), Pierluigi Gollini (4), Bartosz Bereszyński (3), Karim Zedadka (3), Adam Ounas (2), Alessandro Zanoli (1). |                             |

## Risultati

### Tabellone
Ogni riga indica i risultati casalinghi della squadra segnata a inizio della riga, contro le squadre segnate colonna per colonna (che invece avranno giocato l'incontro in trasferta). Al contrario, leggendo la colonna di una squadra si avranno i risultati ottenuti dalla stessa in trasferta, contro le squadre segnate in ogni riga, che invece avranno giocato l'incontro in casa.
|             | ATA  | BOL  | CRE  | EMP  | FIO  | INT  | JUV  | LAZ  | LEC  | MIL  | MON  | NAP  | ROM  | SAL  | SAM  | SAS  | SPE  | TOR  | UDI  | VER  |
| ----------- | ---- | ---- | ---- | ---- | ---- | ---- | ---- | ---- | ---- | ---- | ---- | ---- | ---- | ---- | ---- | ---- | ---- | ---- | ---- | ---- |
| Atalanta    | –––– | 0-2  | 1-1  | 2-1  | 1-0  | 2-3  | 0-2  | 0-2  | 1-2  | 1-1  | 5-2  | 1-2  | 3-1  | 8-2  | 2-0  | 2-1  | 3-2  | 3-1  | 0-0  | 3-1  |
| Bologna     | 1-2  | –––– | 1-1  | 0-1  | 2-1  | 1-0  | 1-1  | 0-0  | 2-0  | 1-1  | 0-1  | 2-2  | 0-0  | 1-1  | 1-1  | 3-0  | 2-0  | 2-1  | 3-0  | 1-1  |
| Cremonese   | 1-3  | 1-5  | –––– | 1-0  | 0-2  | 1-2  | 0-1  | 0-4  | 0-2  | 0-0  | 2-3  | 1-4  | 2-1  | 2-0  | 0-1  | 0-0  | 2-0  | 1-2  | 0-0  | 1-1  |
| Empoli      | 0-2  | 3-1  | 2-0  | –––– | 0-0  | 0-3  | 4-1  | 0-2  | 1-0  | 1-3  | 1-0  | 0-2  | 1-2  | 2-1  | 1-0  | 1-0  | 2-2  | 2-2  | 0-1  | 1-1  |
| Fiorentina  | 1-1  | 1-2  | 3-2  | 1-1  | –––– | 3-4  | 1-1  | 0-4  | 1-0  | 2-1  | 1-1  | 0-0  | 2-1  | 2-1  | 5-0  | 2-1  | 1-1  | 0-1  | 2-0  | 2-0  |
| Inter       | 3-2  | 6-1  | 3-1  | 0-1  | 0-1  | –––– | 0-1  | 3-1  | 2-0  | 1-0  | 0-1  | 1-0  | 1-2  | 2-0  | 3-0  | 4-2  | 3-0  | 1-0  | 3-1  | 1-0  |
| Juventus    | 3-3  | 3-0  | 2-0  | 4-0  | 1-0  | 2-0  | –––– | 3-0  | 2-1  | 0-1  | 0-2  | 0-1  | 1-1  | 2-2  | 4-2  | 3-0  | 2-0  | 4-2  | 1-0  | 1-0  |
| Lazio       | 0-2  | 2-1  | 3-2  | 2-2  | 1-1  | 3-1  | 2-1  | –––– | 2-2  | 4-0  | 1-0  | 1-2  | 1-0  | 1-3  | 1-0  | 2-0  | 4-0  | 0-1  | 0-0  | 2-0  |
| Lecce       | 2-1  | 2-3  | 1-1  | 1-1  | 1-1  | 1-2  | 0-1  | 2-1  | –––– | 2-2  | 1-1  | 1-2  | 1-1  | 1-2  | 1-1  | 0-1  | 0-0  | 0-2  | 1-0  | 0-1  |
| Milan       | 2-0  | 2-0  | 1-1  | 0-0  | 2-1  | 3-2  | 2-0  | 2-0  | 2-0  | –––– | 4-1  | 1-2  | 2-2  | 1-1  | 5-1  | 2-5  | 2-1  | 1-0  | 4-2  | 3-1  |
| Monza       | 0-2  | 1-2  | 1-1  | 2-1  | 3-2  | 2-2  | 1-0  | 0-2  | 0-1  | 0-1  | –––– | 2-0  | 1-1  | 3-0  | 2-2  | 1-1  | 2-0  | 1-2  | 1-2  | 2-0  |
| Napoli      | 2-0  | 3-2  | 3-0  | 2-0  | 1-0  | 3-1  | 5-1  | 0-1  | 1-1  | 0-4  | 4-0  | –––– | 2-1  | 1-1  | 2-0  | 4-0  | 1-0  | 3-1  | 3-2  | 0-0  |
| Roma        | 0-1  | 1-0  | 1-0  | 2-0  | 2-0  | 0-2  | 1-0  | 0-1  | 2-1  | 1-1  | 3-0  | 0-1  | –––– | 2-2  | 3-0  | 3-4  | 2-1  | 1-1  | 3-0  | 1-0  |
| Salernitana | 1-0  | 2-2  | 2-2  | 2-2  | 3-3  | 1-1  | 0-3  | 0-2  | 1-2  | 1-2  | 3-0  | 0-2  | 0-1  | –––– | 4-0  | 3-0  | 1-0  | 1-1  | 3-2  | 2-1  |
| Sampdoria   | 0-2  | 1-2  | 2-3  | 1-1  | 0-2  | 0-0  | 0-0  | 1-1  | 0-2  | 1-2  | 0-3  | 0-2  | 0-1  | 0-0  | –––– | 2-2  | 1-1  | 0-2  | 0-1  | 3-1  |
| Sassuolo    | 1-0  | 1-1  | 3-2  | 2-1  | 1-3  | 1-2  | 1-0  | 0-2  | 1-0  | 0-0  | 1-2  | 0-2  | 1-1  | 5-0  | 1-2  | –––– | 1-0  | 1-1  | 1-3  | 2-1  |
| Spezia      | 2-2  | 2-2  | 2-2  | 1-0  | 1-2  | 2-1  | 0-2  | 0-3  | 0-0  | 2-0  | 0-2  | 0-3  | 0-2  | 1-1  | 2-1  | 2-2  | –––– | 0-4  | 1-1  | 0-0  |
| Torino      | 1-2  | 1-0  | 2-2  | 1-1  | 1-1  | 0-1  | 0-1  | 0-0  | 1-0  | 2-1  | 1-1  | 0-4  | 0-1  | 1-1  | 2-0  | 0-1  | 0-1  | –––– | 1-0  | 1-1  |
| Udinese     | 2-2  | 1-2  | 3-0  | 1-1  | 1-0  | 3-1  | 0-1  | 0-1  | 1-1  | 3-1  | 2-2  | 1-1  | 4-0  | 0-0  | 2-0  | 2-2  | 2-2  | 1-2  | –––– | 1-1  |
| Verona      | 0-1  | 2-1  | 2-0  | 1-1  | 0-3  | 0-6  | 0-1  | 1-1  | 2-0  | 1-2  | 1-1  | 2-5  | 1-3  | 1-0  | 2-1  | 2-1  | 1-2  | 0-1  | 1-2  | –––– |

### Calendario
Il calendario è stato sorteggiato il 24 giugno 2022 a Milano nella sede della Lega Serie A.

#### Girone di andata
|         | 1ª giornata          |     |
|         |                      |     |
| 14 ago. | Fiorentina-Cremonese | 3-2 |
| 15 ago. | Juventus-Sassuolo    | 3-0 |
| 14 ago. | Lazio-Bologna        | 2-1 |
| 13 ago. | Lecce-Inter          | 1-2 |
| 13 ago. | Milan-Udinese        | 4-2 |
| 13 ago. | Monza-Torino         | 1-2 |
| 14 ago. | Salernitana-Roma     | 0-1 |
| 13 ago. | Sampdoria-Atalanta   | 0-2 |
| 14 ago. | Spezia-Empoli        | 1-0 |
| 15 ago. | Verona-Napoli        | 2-5 |

|         | 2ª giornata         |     |
|         |                     |     |
| 21 ago. | Atalanta-Milan      | 1-1 |
| 21 ago. | Bologna-Verona      | 1-1 |
| 21 ago. | Empoli-Fiorentina   | 0-0 |
| 20 ago. | Inter-Spezia        | 3-0 |
| 21 ago. | Napoli-Monza        | 4-0 |
| 22 ago. | Roma-Cremonese      | 1-0 |
| 22 ago. | Sampdoria-Juventus  | 0-0 |
| 20 ago. | Sassuolo-Lecce      | 1-0 |
| 20 ago. | Torino-Lazio        | 0-0 |
| 20 ago. | Udinese-Salernitana | 0-0 |

|         | 1ª giornata          |     |
|         |                      |     |
| 14 ago. | Fiorentina-Cremonese | 3-2 |
| 15 ago. | Juventus-Sassuolo    | 3-0 |
| 14 ago. | Lazio-Bologna        | 2-1 |
| 13 ago. | Lecce-Inter          | 1-2 |
| 13 ago. | Milan-Udinese        | 4-2 |
| 13 ago. | Monza-Torino         | 1-2 |
| 14 ago. | Salernitana-Roma     | 0-1 |
| 13 ago. | Sampdoria-Atalanta   | 0-2 |
| 14 ago. | Spezia-Empoli        | 1-0 |
| 15 ago. | Verona-Napoli        | 2-5 |

|         | 2ª giornata         |     |
|         |                     |     |
| 21 ago. | Atalanta-Milan      | 1-1 |
| 21 ago. | Bologna-Verona      | 1-1 |
| 21 ago. | Empoli-Fiorentina   | 0-0 |
| 20 ago. | Inter-Spezia        | 3-0 |
| 21 ago. | Napoli-Monza        | 4-0 |
| 22 ago. | Roma-Cremonese      | 1-0 |
| 22 ago. | Sampdoria-Juventus  | 0-0 |
| 20 ago. | Sassuolo-Lecce      | 1-0 |
| 20 ago. | Torino-Lazio        | 0-0 |
| 20 ago. | Udinese-Salernitana | 0-0 |

|         | 3ª giornata           |     |
|         |                       |     |
| 27 ago. | Cremonese-Torino      | 1-2 |
| 28 ago. | Fiorentina-Napoli     | 0-0 |
| 27 ago. | Juventus-Roma         | 1-1 |
| 26 ago. | Lazio-Inter           | 3-1 |
| 28 ago. | Lecce-Empoli          | 1-1 |
| 27 ago. | Milan-Bologna         | 2-0 |
| 26 ago. | Monza-Udinese         | 1-2 |
| 28 ago. | Salernitana-Sampdoria | 4-0 |
| 27 ago. | Spezia-Sassuolo       | 2-2 |
| 28 ago. | Verona-Atalanta       | 0-1 |

|         | 4ª giornata         |     |
|         |                     |     |
| 1º set. | Atalanta-Torino     | 3-1 |
| 1º set. | Bologna-Salernitana | 1-1 |
| 31 ago. | Empoli-Verona       | 1-1 |
| 30 ago. | Inter-Cremonese     | 3-1 |
| 31 ago. | Juventus-Spezia     | 2-0 |
| 31 ago. | Napoli-Lecce        | 1-1 |
| 30 ago. | Roma-Monza          | 3-0 |
| 31 ago. | Sampdoria-Lazio     | 1-1 |
| 30 ago. | Sassuolo-Milan      | 0-0 |
| 31 ago. | Udinese-Fiorentina  | 1-0 |

|         | 3ª giornata           |     |
|         |                       |     |
| 27 ago. | Cremonese-Torino      | 1-2 |
| 28 ago. | Fiorentina-Napoli     | 0-0 |
| 27 ago. | Juventus-Roma         | 1-1 |
| 26 ago. | Lazio-Inter           | 3-1 |
| 28 ago. | Lecce-Empoli          | 1-1 |
| 27 ago. | Milan-Bologna         | 2-0 |
| 26 ago. | Monza-Udinese         | 1-2 |
| 28 ago. | Salernitana-Sampdoria | 4-0 |
| 27 ago. | Spezia-Sassuolo       | 2-2 |
| 28 ago. | Verona-Atalanta       | 0-1 |

|         | 4ª giornata         |     |
|         |                     |     |
| 1º set. | Atalanta-Torino     | 3-1 |
| 1º set. | Bologna-Salernitana | 1-1 |
| 31 ago. | Empoli-Verona       | 1-1 |
| 30 ago. | Inter-Cremonese     | 3-1 |
| 31 ago. | Juventus-Spezia     | 2-0 |
| 31 ago. | Napoli-Lecce        | 1-1 |
| 30 ago. | Roma-Monza          | 3-0 |
| 31 ago. | Sampdoria-Lazio     | 1-1 |
| 30 ago. | Sassuolo-Milan      | 0-0 |
| 31 ago. | Udinese-Fiorentina  | 1-0 |

|        | 5ª giornata         |     |
|        |                     |     |
| 4 set. | Cremonese-Sassuolo  | 0-0 |
| 3 set. | Fiorentina-Juventus | 1-1 |
| 3 set. | Lazio-Napoli        | 1-2 |
| 3 set. | Milan-Inter         | 3-2 |
| 5 set. | Monza-Atalanta      | 0-2 |
| 5 set. | Salernitana-Empoli  | 2-2 |
| 4 set. | Spezia-Bologna      | 2-2 |
| 5 set. | Torino-Lecce        | 1-0 |
| 4 set. | Udinese-Roma        | 4-0 |
| 4 set. | Verona-Sampdoria    | 2-1 |

|         | 6ª giornata          |     |
|         |                      |     |
| 11 set. | Atalanta-Cremonese   | 1-1 |
| 11 set. | Bologna-Fiorentina   | 2-1 |
| 12 set. | Empoli-Roma          | 1-2 |
| 10 set. | Inter-Torino         | 1-0 |
| 11 set. | Juventus-Salernitana | 2-2 |
| 11 set. | Lazio-Verona         | 2-0 |
| 11 set. | Lecce-Monza          | 1-1 |
| 10 set. | Napoli-Spezia        | 1-0 |
| 10 set. | Sampdoria-Milan      | 1-2 |
| 11 set. | Sassuolo-Udinese     | 1-3 |

|        | 5ª giornata         |     |
|        |                     |     |
| 4 set. | Cremonese-Sassuolo  | 0-0 |
| 3 set. | Fiorentina-Juventus | 1-1 |
| 3 set. | Lazio-Napoli        | 1-2 |
| 3 set. | Milan-Inter         | 3-2 |
| 5 set. | Monza-Atalanta      | 0-2 |
| 5 set. | Salernitana-Empoli  | 2-2 |
| 4 set. | Spezia-Bologna      | 2-2 |
| 5 set. | Torino-Lecce        | 1-0 |
| 4 set. | Udinese-Roma        | 4-0 |
| 4 set. | Verona-Sampdoria    | 2-1 |

|         | 6ª giornata          |     |
|         |                      |     |
| 11 set. | Atalanta-Cremonese   | 1-1 |
| 11 set. | Bologna-Fiorentina   | 2-1 |
| 12 set. | Empoli-Roma          | 1-2 |
| 10 set. | Inter-Torino         | 1-0 |
| 11 set. | Juventus-Salernitana | 2-2 |
| 11 set. | Lazio-Verona         | 2-0 |
| 11 set. | Lecce-Monza          | 1-1 |
| 10 set. | Napoli-Spezia        | 1-0 |
| 10 set. | Sampdoria-Milan      | 1-2 |
| 11 set. | Sassuolo-Udinese     | 1-3 |

|         | 7ª giornata       |     |
|         |                   |     |
| 17 set. | Bologna-Empoli    | 0-1 |
| 18 set. | Cremonese-Lazio   | 0-4 |
| 18 set. | Fiorentina-Verona | 2-0 |
| 18 set. | Milan-Napoli      | 1-2 |
| 18 set. | Monza-Juventus    | 1-0 |
| 18 set. | Roma-Atalanta     | 0-1 |
| 16 set. | Salernitana-Lecce | 1-2 |
| 17 set. | Spezia-Sampdoria  | 2-1 |
| 17 set. | Torino-Sassuolo   | 0-1 |
| 18 set. | Udinese-Inter     | 3-1 |

|         | 8ª giornata          |     |
|         |                      |     |
| 2 ott.  | Atalanta-Fiorentina  | 1-0 |
| 1º ott. | Empoli-Milan         | 1-3 |
| 1º ott. | Inter-Roma           | 1-2 |
| 2 ott.  | Juventus-Bologna     | 3-0 |
| 2 ott.  | Lazio-Spezia         | 4-0 |
| 2 ott.  | Lecce-Cremonese      | 1-1 |
| 1º ott. | Napoli-Torino        | 3-1 |
| 2 ott.  | Sampdoria-Monza      | 0-3 |
| 2 ott.  | Sassuolo-Salernitana | 5-0 |
| 3 ott.  | Verona-Udinese       | 1-2 |

|         | 7ª giornata       |     |
|         |                   |     |
| 17 set. | Bologna-Empoli    | 0-1 |
| 18 set. | Cremonese-Lazio   | 0-4 |
| 18 set. | Fiorentina-Verona | 2-0 |
| 18 set. | Milan-Napoli      | 1-2 |
| 18 set. | Monza-Juventus    | 1-0 |
| 18 set. | Roma-Atalanta     | 0-1 |
| 16 set. | Salernitana-Lecce | 1-2 |
| 17 set. | Spezia-Sampdoria  | 2-1 |
| 17 set. | Torino-Sassuolo   | 0-1 |
| 18 set. | Udinese-Inter     | 3-1 |

|         | 8ª giornata          |     |
|         |                      |     |
| 2 ott.  | Atalanta-Fiorentina  | 1-0 |
| 1º ott. | Empoli-Milan         | 1-3 |
| 1º ott. | Inter-Roma           | 1-2 |
| 2 ott.  | Juventus-Bologna     | 3-0 |
| 2 ott.  | Lazio-Spezia         | 4-0 |
| 2 ott.  | Lecce-Cremonese      | 1-1 |
| 1º ott. | Napoli-Torino        | 3-1 |
| 2 ott.  | Sampdoria-Monza      | 0-3 |
| 2 ott.  | Sassuolo-Salernitana | 5-0 |
| 3 ott.  | Verona-Udinese       | 1-2 |

|         | 9ª giornata        |     |
|         |                    |     |
| 8 ott.  | Bologna-Sampdoria  | 1-1 |
| 9 ott.  | Cremonese-Napoli   | 1-4 |
| 10 ott. | Fiorentina-Lazio   | 0-4 |
| 8 ott.  | Milan-Juventus     | 2-0 |
| 9 ott.  | Monza-Spezia       | 2-0 |
| 9 ott.  | Roma-Lecce         | 2-1 |
| 9 ott.  | Salernitana-Verona | 2-1 |
| 8 ott.  | Sassuolo-Inter     | 1-2 |
| 9 ott.  | Torino-Empoli      | 1-1 |
| 9 ott.  | Udinese-Atalanta   | 2-2 |

|         | 10ª giornata      |     |
|         |                   |     |
| 15 ott. | Atalanta-Sassuolo | 2-1 |
| 15 ott. | Empoli-Monza      | 1-0 |
| 16 ott. | Inter-Salernitana | 2-0 |
| 16 ott. | Lazio-Udinese     | 0-0 |
| 17 ott. | Lecce-Fiorentina  | 1-1 |
| 16 ott. | Napoli-Bologna    | 3-2 |
| 17 ott. | Sampdoria-Roma    | 0-1 |
| 16 ott. | Spezia-Cremonese  | 2-2 |
| 15 ott. | Torino-Juventus   | 0-1 |
| 16 ott. | Verona-Milan      | 1-2 |

|         | 9ª giornata        |     |
|         |                    |     |
| 8 ott.  | Bologna-Sampdoria  | 1-1 |
| 9 ott.  | Cremonese-Napoli   | 1-4 |
| 10 ott. | Fiorentina-Lazio   | 0-4 |
| 8 ott.  | Milan-Juventus     | 2-0 |
| 9 ott.  | Monza-Spezia       | 2-0 |
| 9 ott.  | Roma-Lecce         | 2-1 |
| 9 ott.  | Salernitana-Verona | 2-1 |
| 8 ott.  | Sassuolo-Inter     | 1-2 |
| 9 ott.  | Torino-Empoli      | 1-1 |
| 9 ott.  | Udinese-Atalanta   | 2-2 |

|         | 10ª giornata      |     |
|         |                   |     |
| 15 ott. | Atalanta-Sassuolo | 2-1 |
| 15 ott. | Empoli-Monza      | 1-0 |
| 16 ott. | Inter-Salernitana | 2-0 |
| 16 ott. | Lazio-Udinese     | 0-0 |
| 17 ott. | Lecce-Fiorentina  | 1-1 |
| 16 ott. | Napoli-Bologna    | 3-2 |
| 17 ott. | Sampdoria-Roma    | 0-1 |
| 16 ott. | Spezia-Cremonese  | 2-2 |
| 15 ott. | Torino-Juventus   | 0-1 |
| 16 ott. | Verona-Milan      | 1-2 |

|         | 11ª giornata        |     |
|         |                     |     |
| 23 ott. | Atalanta-Lazio      | 0-2 |
| 23 ott. | Bologna-Lecce       | 2-0 |
| 24 ott. | Cremonese-Sampdoria | 0-1 |
| 22 ott. | Fiorentina-Inter    | 3-4 |
| 21 ott. | Juventus-Empoli     | 4-0 |
| 22 ott. | Milan-Monza         | 4-1 |
| 23 ott. | Roma-Napoli         | 0-1 |
| 22 ott. | Salernitana-Spezia  | 1-0 |
| 24 ott. | Sassuolo-Verona     | 2-1 |
| 23 ott. | Udinese-Torino      | 1-2 |

|         | 12ª giornata      |     |
|         |                   |     |
| 30 ott. | Cremonese-Udinese | 0-0 |
| 30 ott. | Empoli-Atalanta   | 0-2 |
| 29 ott. | Inter-Sampdoria   | 3-0 |
| 30 ott. | Lazio-Salernitana | 1-3 |
| 29 ott. | Lecce-Juventus    | 0-1 |
| 31 ott. | Monza-Bologna     | 1-2 |
| 29 ott. | Napoli-Sassuolo   | 4-0 |
| 30 ott. | Spezia-Fiorentina | 1-2 |
| 30 ott. | Torino-Milan      | 2-1 |
| 31 ott. | Verona-Roma       | 1-3 |

|         | 11ª giornata        |     |
|         |                     |     |
| 23 ott. | Atalanta-Lazio      | 0-2 |
| 23 ott. | Bologna-Lecce       | 2-0 |
| 24 ott. | Cremonese-Sampdoria | 0-1 |
| 22 ott. | Fiorentina-Inter    | 3-4 |
| 21 ott. | Juventus-Empoli     | 4-0 |
| 22 ott. | Milan-Monza         | 4-1 |
| 23 ott. | Roma-Napoli         | 0-1 |
| 22 ott. | Salernitana-Spezia  | 1-0 |
| 24 ott. | Sassuolo-Verona     | 2-1 |
| 23 ott. | Udinese-Torino      | 1-2 |

|         | 12ª giornata      |     |
|         |                   |     |
| 30 ott. | Cremonese-Udinese | 0-0 |
| 30 ott. | Empoli-Atalanta   | 0-2 |
| 29 ott. | Inter-Sampdoria   | 3-0 |
| 30 ott. | Lazio-Salernitana | 1-3 |
| 29 ott. | Lecce-Juventus    | 0-1 |
| 31 ott. | Monza-Bologna     | 1-2 |
| 29 ott. | Napoli-Sassuolo   | 4-0 |
| 30 ott. | Spezia-Fiorentina | 1-2 |
| 30 ott. | Torino-Milan      | 2-1 |
| 31 ott. | Verona-Roma       | 1-3 |

|        | 13ª giornata          |     |
|        |                       |     |
| 5 nov. | Atalanta-Napoli       | 1-2 |
| 6 nov. | Bologna-Torino        | 2-1 |
| 5 nov. | Empoli-Sassuolo       | 1-0 |
| 6 nov. | Juventus-Inter        | 2-0 |
| 5 nov. | Milan-Spezia          | 2-1 |
| 6 nov. | Monza-Verona          | 2-0 |
| 6 nov. | Roma-Lazio            | 0-1 |
| 5 nov. | Salernitana-Cremonese | 2-2 |
| 6 nov. | Sampdoria-Fiorentina  | 0-2 |
| 4 nov. | Udinese-Lecce         | 1-1 |

|         | 14ª giornata           |     |
|         |                        |     |
| 8 nov.  | Cremonese-Milan        | 0-0 |
| 9 nov.  | Fiorentina-Salernitana | 2-1 |
| 9 nov.  | Inter-Bologna          | 6-1 |
| 10 nov. | Lazio-Monza            | 1-0 |
| 9 nov.  | Lecce-Atalanta         | 2-1 |
| 8 nov.  | Napoli-Empoli          | 2-0 |
| 9 nov.  | Sassuolo-Roma          | 1-1 |
| 8 nov.  | Spezia-Udinese         | 1-1 |
| 9 nov.  | Torino-Sampdoria       | 2-0 |
| 10 nov. | Verona-Juventus        | 0-1 |

|        | 13ª giornata          |     |
|        |                       |     |
| 5 nov. | Atalanta-Napoli       | 1-2 |
| 6 nov. | Bologna-Torino        | 2-1 |
| 5 nov. | Empoli-Sassuolo       | 1-0 |
| 6 nov. | Juventus-Inter        | 2-0 |
| 5 nov. | Milan-Spezia          | 2-1 |
| 6 nov. | Monza-Verona          | 2-0 |
| 6 nov. | Roma-Lazio            | 0-1 |
| 5 nov. | Salernitana-Cremonese | 2-2 |
| 6 nov. | Sampdoria-Fiorentina  | 0-2 |
| 4 nov. | Udinese-Lecce         | 1-1 |

|         | 14ª giornata           |     |
|         |                        |     |
| 8 nov.  | Cremonese-Milan        | 0-0 |
| 9 nov.  | Fiorentina-Salernitana | 2-1 |
| 9 nov.  | Inter-Bologna          | 6-1 |
| 10 nov. | Lazio-Monza            | 1-0 |
| 9 nov.  | Lecce-Atalanta         | 2-1 |
| 8 nov.  | Napoli-Empoli          | 2-0 |
| 9 nov.  | Sassuolo-Roma          | 1-1 |
| 8 nov.  | Spezia-Udinese         | 1-1 |
| 9 nov.  | Torino-Sampdoria       | 2-0 |
| 10 nov. | Verona-Juventus        | 0-1 |

|         | 15ª giornata      |     |
|         |                   |     |
| 13 nov. | Atalanta-Inter    | 2-3 |
| 12 nov. | Bologna-Sassuolo  | 3-0 |
| 11 nov. | Empoli-Cremonese  | 2-0 |
| 13 nov. | Juventus-Lazio    | 3-0 |
| 13 nov. | Milan-Fiorentina  | 2-1 |
| 13 nov. | Monza-Salernitana | 3-0 |
| 12 nov. | Napoli-Udinese    | 3-2 |
| 13 nov. | Roma-Torino       | 1-1 |
| 12 nov. | Sampdoria-Lecce   | 0-2 |
| 13 nov. | Verona-Spezia     | 1-2 |

|        | 16ª giornata       |     |
|        |                    |     |
| 4 gen. | Cremonese-Juventus | 0-1 |
| 4 gen. | Fiorentina-Monza   | 1-1 |
| 4 gen. | Inter-Napoli       | 1-0 |
| 4 gen. | Lecce-Lazio        | 2-1 |
| 4 gen. | Roma-Bologna       | 1-0 |
| 4 gen. | Salernitana-Milan  | 1-2 |
| 4 gen. | Sassuolo-Sampdoria | 1-2 |
| 4 gen. | Spezia-Atalanta    | 2-2 |
| 4 gen. | Torino-Verona      | 1-1 |
| 4 gen. | Udinese-Empoli     | 1-1 |

|         | 15ª giornata      |     |
|         |                   |     |
| 13 nov. | Atalanta-Inter    | 2-3 |
| 12 nov. | Bologna-Sassuolo  | 3-0 |
| 11 nov. | Empoli-Cremonese  | 2-0 |
| 13 nov. | Juventus-Lazio    | 3-0 |
| 13 nov. | Milan-Fiorentina  | 2-1 |
| 13 nov. | Monza-Salernitana | 3-0 |
| 12 nov. | Napoli-Udinese    | 3-2 |
| 13 nov. | Roma-Torino       | 1-1 |
| 12 nov. | Sampdoria-Lecce   | 0-2 |
| 13 nov. | Verona-Spezia     | 1-2 |

|        | 16ª giornata       |     |
|        |                    |     |
| 4 gen. | Cremonese-Juventus | 0-1 |
| 4 gen. | Fiorentina-Monza   | 1-1 |
| 4 gen. | Inter-Napoli       | 1-0 |
| 4 gen. | Lecce-Lazio        | 2-1 |
| 4 gen. | Roma-Bologna       | 1-0 |
| 4 gen. | Salernitana-Milan  | 1-2 |
| 4 gen. | Sassuolo-Sampdoria | 1-2 |
| 4 gen. | Spezia-Atalanta    | 2-2 |
| 4 gen. | Torino-Verona      | 1-1 |
| 4 gen. | Udinese-Empoli     | 1-1 |

|        | 17ª giornata        |     |
|        |                     |     |
| 9 gen. | Bologna-Atalanta    | 1-2 |
| 7 gen. | Fiorentina-Sassuolo | 2-1 |
| 7 gen. | Juventus-Udinese    | 1-0 |
| 8 gen. | Lazio-Empoli        | 2-2 |
| 8 gen. | Milan-Roma          | 2-2 |
| 7 gen. | Monza-Inter         | 2-2 |
| 8 gen. | Salernitana-Torino  | 1-1 |
| 8 gen. | Sampdoria-Napoli    | 0-2 |
| 8 gen. | Spezia-Lecce        | 0-0 |
| 9 gen. | Verona-Cremonese    | 2-0 |

|         | 18ª giornata         |     |
|         |                      |     |
| 15 gen. | Atalanta-Salernitana | 8-2 |
| 14 gen. | Cremonese-Monza      | 2-3 |
| 16 gen. | Empoli-Sampdoria     | 1-0 |
| 14 gen. | Inter-Verona         | 1-0 |
| 14 gen. | Lecce-Milan          | 2-2 |
| 13 gen. | Napoli-Juventus      | 5-1 |
| 15 gen. | Roma-Fiorentina      | 2-0 |
| 15 gen. | Sassuolo-Lazio       | 0-2 |
| 15 gen. | Torino-Spezia        | 0-1 |
| 15 gen. | Udinese-Bologna      | 1-2 |

|        | 17ª giornata        |     |
|        |                     |     |
| 9 gen. | Bologna-Atalanta    | 1-2 |
| 7 gen. | Fiorentina-Sassuolo | 2-1 |
| 7 gen. | Juventus-Udinese    | 1-0 |
| 8 gen. | Lazio-Empoli        | 2-2 |
| 8 gen. | Milan-Roma          | 2-2 |
| 7 gen. | Monza-Inter         | 2-2 |
| 8 gen. | Salernitana-Torino  | 1-1 |
| 8 gen. | Sampdoria-Napoli    | 0-2 |
| 8 gen. | Spezia-Lecce        | 0-0 |
| 9 gen. | Verona-Cremonese    | 2-0 |

|         | 18ª giornata         |     |
|         |                      |     |
| 15 gen. | Atalanta-Salernitana | 8-2 |
| 14 gen. | Cremonese-Monza      | 2-3 |
| 16 gen. | Empoli-Sampdoria     | 1-0 |
| 14 gen. | Inter-Verona         | 1-0 |
| 14 gen. | Lecce-Milan          | 2-2 |
| 13 gen. | Napoli-Juventus      | 5-1 |
| 15 gen. | Roma-Fiorentina      | 2-0 |
| 15 gen. | Sassuolo-Lazio       | 0-2 |
| 15 gen. | Torino-Spezia        | 0-1 |
| 15 gen. | Udinese-Bologna      | 1-2 |

| \| \| 19ª giornata \| \| \| \| \| \| \| 23 gen. \| Bologna-Cremonese \| 1-1 \| \| 21 gen. \| Fiorentina-Torino \| 0-1 \| \| 23 gen. \| Inter-Empoli \| 0-1 \| \| 22 gen. \| Juventus-Atalanta \| 3-3 \| \| 24 gen. \| Lazio-Milan \| 4-0 \| \| 22 gen. \| Monza-Sassuolo \| 1-1 \| \| 21 gen. \| Salernitana-Napoli \| 0-2 \| \| 22 gen. \| Sampdoria-Udinese \| 0-1 \| \| 22 gen. \| Spezia-Roma \| 0-2 \| \| 21 gen. \| Verona-Lecce \| 2-0 \| |                    |     |
| | 19ª giornata       |     |
| |                    |     |
| 23 gen. | Bologna-Cremonese  | 1-1 |
| 21 gen. | Fiorentina-Torino  | 0-1 |
| 23 gen. | Inter-Empoli       | 0-1 |
| 22 gen. | Juventus-Atalanta  | 3-3 |
| 24 gen. | Lazio-Milan        | 4-0 |
| 22 gen. | Monza-Sassuolo     | 1-1 |
| 21 gen. | Salernitana-Napoli | 0-2 |
| 22 gen. | Sampdoria-Udinese  | 0-1 |
| 22 gen. | Spezia-Roma        | 0-2 |
| 21 gen. | Verona-Lecce       | 2-0 |

|         | 19ª giornata       |     |
|         |                    |     |
| 23 gen. | Bologna-Cremonese  | 1-1 |
| 21 gen. | Fiorentina-Torino  | 0-1 |
| 23 gen. | Inter-Empoli       | 0-1 |
| 22 gen. | Juventus-Atalanta  | 3-3 |
| 24 gen. | Lazio-Milan        | 4-0 |
| 22 gen. | Monza-Sassuolo     | 1-1 |
| 21 gen. | Salernitana-Napoli | 0-2 |
| 22 gen. | Sampdoria-Udinese  | 0-1 |
| 22 gen. | Spezia-Roma        | 0-2 |
| 21 gen. | Verona-Lecce       | 2-0 |

#### Girone di ritorno
|         | 20ª giornata       |     |
|         |                    |     |
| 28 gen. | Atalanta-Sampdoria | 2-0 |
| 27 gen. | Bologna-Spezia     | 2-0 |
| 28 gen. | Cremonese-Inter    | 1-2 |
| 28 gen. | Empoli-Torino      | 2-2 |
| 29 gen. | Juventus-Monza     | 0-2 |
| 29 gen. | Lazio-Fiorentina   | 1-1 |
| 27 gen. | Lecce-Salernitana  | 1-2 |
| 29 gen. | Milan-Sassuolo     | 2-5 |
| 29 gen. | Napoli-Roma        | 2-1 |
| 30 gen. | Udinese-Verona     | 1-1 |

|        | 21ª giornata         |     |
|        |                      |     |
| 4 feb. | Cremonese-Lecce      | 0-2 |
| 5 feb. | Fiorentina-Bologna   | 1-2 |
| 5 feb. | Inter-Milan          | 1-0 |
| 6 feb. | Monza-Sampdoria      | 2-2 |
| 4 feb. | Roma-Empoli          | 2-0 |
| 7 feb. | Salernitana-Juventus | 0-3 |
| 4 feb. | Sassuolo-Atalanta    | 1-0 |
| 5 feb. | Spezia-Napoli        | 0-3 |
| 5 feb. | Torino-Udinese       | 1-0 |
| 6 feb. | Verona-Lazio         | 1-1 |

|         | 20ª giornata       |     |
|         |                    |     |
| 28 gen. | Atalanta-Sampdoria | 2-0 |
| 27 gen. | Bologna-Spezia     | 2-0 |
| 28 gen. | Cremonese-Inter    | 1-2 |
| 28 gen. | Empoli-Torino      | 2-2 |
| 29 gen. | Juventus-Monza     | 0-2 |
| 29 gen. | Lazio-Fiorentina   | 1-1 |
| 27 gen. | Lecce-Salernitana  | 1-2 |
| 29 gen. | Milan-Sassuolo     | 2-5 |
| 29 gen. | Napoli-Roma        | 2-1 |
| 30 gen. | Udinese-Verona     | 1-1 |

|        | 21ª giornata         |     |
|        |                      |     |
| 4 feb. | Cremonese-Lecce      | 0-2 |
| 5 feb. | Fiorentina-Bologna   | 1-2 |
| 5 feb. | Inter-Milan          | 1-0 |
| 6 feb. | Monza-Sampdoria      | 2-2 |
| 4 feb. | Roma-Empoli          | 2-0 |
| 7 feb. | Salernitana-Juventus | 0-3 |
| 4 feb. | Sassuolo-Atalanta    | 1-0 |
| 5 feb. | Spezia-Napoli        | 0-3 |
| 5 feb. | Torino-Udinese       | 1-0 |
| 6 feb. | Verona-Lazio         | 1-1 |

|         | 22ª giornata        |     |
|         |                     |     |
| 12 feb. | Bologna-Monza       | 0-1 |
| 11 feb. | Empoli-Spezia       | 2-2 |
| 12 feb. | Juventus-Fiorentina | 1-0 |
| 11 feb. | Lazio-Atalanta      | 0-2 |
| 11 feb. | Lecce-Roma          | 1-1 |
| 10 feb. | Milan-Torino        | 1-0 |
| 12 feb. | Napoli-Cremonese    | 3-0 |
| 13 feb. | Sampdoria-Inter     | 0-0 |
| 12 feb. | Udinese-Sassuolo    | 2-2 |
| 13 feb. | Verona-Salernitana  | 1-0 |

|         | 23ª giornata      |     |
|         |                   |     |
| 19 feb. | Atalanta-Lecce    | 1-2 |
| 19 feb. | Fiorentina-Empoli | 1-1 |
| 18 feb. | Inter-Udinese     | 3-1 |
| 18 feb. | Monza-Milan       | 0-1 |
| 19 feb. | Roma-Verona       | 1-0 |
| 19 feb. | Salernitana-Lazio | 0-2 |
| 18 feb. | Sampdoria-Bologna | 1-2 |
| 17 feb. | Sassuolo-Napoli   | 0-2 |
| 19 feb. | Spezia-Juventus   | 0-2 |
| 20 feb. | Torino-Cremonese  | 2-2 |

|         | 22ª giornata        |     |
|         |                     |     |
| 12 feb. | Bologna-Monza       | 0-1 |
| 11 feb. | Empoli-Spezia       | 2-2 |
| 12 feb. | Juventus-Fiorentina | 1-0 |
| 11 feb. | Lazio-Atalanta      | 0-2 |
| 11 feb. | Lecce-Roma          | 1-1 |
| 10 feb. | Milan-Torino        | 1-0 |
| 12 feb. | Napoli-Cremonese    | 3-0 |
| 13 feb. | Sampdoria-Inter     | 0-0 |
| 12 feb. | Udinese-Sassuolo    | 2-2 |
| 13 feb. | Verona-Salernitana  | 1-0 |

|         | 23ª giornata      |     |
|         |                   |     |
| 19 feb. | Atalanta-Lecce    | 1-2 |
| 19 feb. | Fiorentina-Empoli | 1-1 |
| 18 feb. | Inter-Udinese     | 3-1 |
| 18 feb. | Monza-Milan       | 0-1 |
| 19 feb. | Roma-Verona       | 1-0 |
| 19 feb. | Salernitana-Lazio | 0-2 |
| 18 feb. | Sampdoria-Bologna | 1-2 |
| 17 feb. | Sassuolo-Napoli   | 0-2 |
| 19 feb. | Spezia-Juventus   | 0-2 |
| 20 feb. | Torino-Cremonese  | 2-2 |

|         | 24ª giornata      |     |
|         |                   |     |
| 26 feb. | Bologna-Inter     | 1-0 |
| 28 feb. | Cremonese-Roma    | 2-1 |
| 25 feb. | Empoli-Napoli     | 0-2 |
| 28 feb. | Juventus-Torino   | 4-2 |
| 27 feb. | Lazio-Sampdoria   | 1-0 |
| 25 feb. | Lecce-Sassuolo    | 0-1 |
| 26 feb. | Milan-Atalanta    | 2-0 |
| 26 feb. | Salernitana-Monza | 3-0 |
| 26 feb. | Udinese-Spezia    | 2-2 |
| 27 feb. | Verona-Fiorentina | 0-3 |

|        | 25ª giornata          |     |
|        |                       |     |
| 4 mar. | Atalanta-Udinese      | 0-0 |
| 4 mar. | Fiorentina-Milan      | 2-1 |
| 5 mar. | Inter-Lecce           | 2-0 |
| 4 mar. | Monza-Empoli          | 2-1 |
| 3 mar. | Napoli-Lazio          | 0-1 |
| 5 mar. | Roma-Juventus         | 1-0 |
| 5 mar. | Sampdoria-Salernitana | 0-0 |
| 6 mar. | Sassuolo-Cremonese    | 3-2 |
| 5 mar. | Spezia-Verona         | 0-0 |
| 6 mar. | Torino-Bologna        | 1-0 |

|         | 24ª giornata      |     |
|         |                   |     |
| 26 feb. | Bologna-Inter     | 1-0 |
| 28 feb. | Cremonese-Roma    | 2-1 |
| 25 feb. | Empoli-Napoli     | 0-2 |
| 28 feb. | Juventus-Torino   | 4-2 |
| 27 feb. | Lazio-Sampdoria   | 1-0 |
| 25 feb. | Lecce-Sassuolo    | 0-1 |
| 26 feb. | Milan-Atalanta    | 2-0 |
| 26 feb. | Salernitana-Monza | 3-0 |
| 26 feb. | Udinese-Spezia    | 2-2 |
| 27 feb. | Verona-Fiorentina | 0-3 |

|        | 25ª giornata          |     |
|        |                       |     |
| 4 mar. | Atalanta-Udinese      | 0-0 |
| 4 mar. | Fiorentina-Milan      | 2-1 |
| 5 mar. | Inter-Lecce           | 2-0 |
| 4 mar. | Monza-Empoli          | 2-1 |
| 3 mar. | Napoli-Lazio          | 0-1 |
| 5 mar. | Roma-Juventus         | 1-0 |
| 5 mar. | Sampdoria-Salernitana | 0-0 |
| 6 mar. | Sassuolo-Cremonese    | 3-2 |
| 5 mar. | Spezia-Verona         | 0-0 |
| 6 mar. | Torino-Bologna        | 1-0 |

|         | 26ª giornata         |     |
|         |                      |     |
| 11 mar. | Bologna-Lazio        | 0-0 |
| 12 mar. | Cremonese-Fiorentina | 0-2 |
| 11 mar. | Empoli-Udinese       | 0-1 |
| 12 mar. | Juventus-Sampdoria   | 4-2 |
| 12 mar. | Lecce-Torino         | 0-2 |
| 13 mar. | Milan-Salernitana    | 1-1 |
| 11 mar. | Napoli-Atalanta      | 2-0 |
| 12 mar. | Roma-Sassuolo        | 3-4 |
| 10 mar. | Spezia-Inter         | 2-1 |
| 12 mar. | Verona-Monza         | 1-1 |

|         | 27ª giornata        |     |
|         |                     |     |
| 17 mar. | Atalanta-Empoli     | 2-1 |
| 19 mar. | Fiorentina-Lecce    | 1-0 |
| 19 mar. | Inter-Juventus      | 0-1 |
| 19 mar. | Lazio-Roma          | 1-0 |
| 18 mar. | Monza-Cremonese     | 1-1 |
| 18 mar. | Salernitana-Bologna | 2-2 |
| 19 mar. | Sampdoria-Verona    | 3-1 |
| 17 mar. | Sassuolo-Spezia     | 1-0 |
| 19 mar. | Torino-Napoli       | 0-4 |
| 18 mar. | Udinese-Milan       | 3-1 |

|         | 26ª giornata         |     |
|         |                      |     |
| 11 mar. | Bologna-Lazio        | 0-0 |
| 12 mar. | Cremonese-Fiorentina | 0-2 |
| 11 mar. | Empoli-Udinese       | 0-1 |
| 12 mar. | Juventus-Sampdoria   | 4-2 |
| 12 mar. | Lecce-Torino         | 0-2 |
| 13 mar. | Milan-Salernitana    | 1-1 |
| 11 mar. | Napoli-Atalanta      | 2-0 |
| 12 mar. | Roma-Sassuolo        | 3-4 |
| 10 mar. | Spezia-Inter         | 2-1 |
| 12 mar. | Verona-Monza         | 1-1 |

|         | 27ª giornata        |     |
|         |                     |     |
| 17 mar. | Atalanta-Empoli     | 2-1 |
| 19 mar. | Fiorentina-Lecce    | 1-0 |
| 19 mar. | Inter-Juventus      | 0-1 |
| 19 mar. | Lazio-Roma          | 1-0 |
| 18 mar. | Monza-Cremonese     | 1-1 |
| 18 mar. | Salernitana-Bologna | 2-2 |
| 19 mar. | Sampdoria-Verona    | 3-1 |
| 17 mar. | Sassuolo-Spezia     | 1-0 |
| 19 mar. | Torino-Napoli       | 0-4 |
| 18 mar. | Udinese-Milan       | 3-1 |

|         | 28ª giornata       |     |
|         |                    |     |
| 2 apr.  | Bologna-Udinese    | 3-0 |
| 1º apr. | Cremonese-Atalanta | 1-3 |
| 3 apr.  | Empoli-Lecce       | 1-0 |
| 1º apr. | Inter-Fiorentina   | 0-1 |
| 1º apr. | Juventus-Verona    | 1-0 |
| 2 apr.  | Monza-Lazio        | 0-2 |
| 2 apr.  | Napoli-Milan       | 0-4 |
| 2 apr.  | Roma-Sampdoria     | 3-0 |
| 3 apr.  | Sassuolo-Torino    | 1-1 |
| 2 apr.  | Spezia-Salernitana | 1-1 |

|        | 29ª giornata        |     |
|        |                     |     |
| 8 apr. | Atalanta-Bologna    | 0-2 |
| 8 apr. | Fiorentina-Spezia   | 1-1 |
| 8 apr. | Lazio-Juventus      | 2-1 |
| 7 apr. | Lecce-Napoli        | 1-2 |
| 7 apr. | Milan-Empoli        | 0-0 |
| 7 apr. | Salernitana-Inter   | 1-1 |
| 8 apr. | Sampdoria-Cremonese | 2-3 |
| 8 apr. | Torino-Roma         | 0-1 |
| 8 apr. | Udinese-Monza       | 2-2 |
| 8 apr. | Verona-Sassuolo     | 2-1 |

|         | 28ª giornata       |     |
|         |                    |     |
| 2 apr.  | Bologna-Udinese    | 3-0 |
| 1º apr. | Cremonese-Atalanta | 1-3 |
| 3 apr.  | Empoli-Lecce       | 1-0 |
| 1º apr. | Inter-Fiorentina   | 0-1 |
| 1º apr. | Juventus-Verona    | 1-0 |
| 2 apr.  | Monza-Lazio        | 0-2 |
| 2 apr.  | Napoli-Milan       | 0-4 |
| 2 apr.  | Roma-Sampdoria     | 3-0 |
| 3 apr.  | Sassuolo-Torino    | 1-1 |
| 2 apr.  | Spezia-Salernitana | 1-1 |

|        | 29ª giornata        |     |
|        |                     |     |
| 8 apr. | Atalanta-Bologna    | 0-2 |
| 8 apr. | Fiorentina-Spezia   | 1-1 |
| 8 apr. | Lazio-Juventus      | 2-1 |
| 7 apr. | Lecce-Napoli        | 1-2 |
| 7 apr. | Milan-Empoli        | 0-0 |
| 7 apr. | Salernitana-Inter   | 1-1 |
| 8 apr. | Sampdoria-Cremonese | 2-3 |
| 8 apr. | Torino-Roma         | 0-1 |
| 8 apr. | Udinese-Monza       | 2-2 |
| 8 apr. | Verona-Sassuolo     | 2-1 |

|         | 30ª giornata        |     |
|         |                     |     |
| 15 apr. | Bologna-Milan       | 1-1 |
| 14 apr. | Cremonese-Empoli    | 1-0 |
| 17 apr. | Fiorentina-Atalanta | 1-1 |
| 15 apr. | Inter-Monza         | 0-1 |
| 16 apr. | Lecce-Sampdoria     | 1-1 |
| 15 apr. | Napoli-Verona       | 0-0 |
| 16 apr. | Roma-Udinese        | 3-0 |
| 16 apr. | Sassuolo-Juventus   | 1-0 |
| 14 apr. | Spezia-Lazio        | 0-3 |
| 16 apr. | Torino-Salernitana  | 1-1 |

|         | 31ª giornata         |     |
|         |                      |     |
| 24 apr. | Atalanta-Roma        | 3-1 |
| 23 apr. | Empoli-Inter         | 0-3 |
| 23 apr. | Juventus-Napoli      | 0-1 |
| 22 apr. | Lazio-Torino         | 0-1 |
| 23 apr. | Milan-Lecce          | 2-0 |
| 23 apr. | Monza-Fiorentina     | 3-2 |
| 22 apr. | Salernitana-Sassuolo | 3-0 |
| 22 apr. | Sampdoria-Spezia     | 1-1 |
| 23 apr. | Udinese-Cremonese    | 3-0 |
| 21 apr. | Verona-Bologna       | 2-1 |

|         | 30ª giornata        |     |
|         |                     |     |
| 15 apr. | Bologna-Milan       | 1-1 |
| 14 apr. | Cremonese-Empoli    | 1-0 |
| 17 apr. | Fiorentina-Atalanta | 1-1 |
| 15 apr. | Inter-Monza         | 0-1 |
| 16 apr. | Lecce-Sampdoria     | 1-1 |
| 15 apr. | Napoli-Verona       | 0-0 |
| 16 apr. | Roma-Udinese        | 3-0 |
| 16 apr. | Sassuolo-Juventus   | 1-0 |
| 14 apr. | Spezia-Lazio        | 0-3 |
| 16 apr. | Torino-Salernitana  | 1-1 |

|         | 31ª giornata         |     |
|         |                      |     |
| 24 apr. | Atalanta-Roma        | 3-1 |
| 23 apr. | Empoli-Inter         | 0-3 |
| 23 apr. | Juventus-Napoli      | 0-1 |
| 22 apr. | Lazio-Torino         | 0-1 |
| 23 apr. | Milan-Lecce          | 2-0 |
| 23 apr. | Monza-Fiorentina     | 3-2 |
| 22 apr. | Salernitana-Sassuolo | 3-0 |
| 22 apr. | Sampdoria-Spezia     | 1-1 |
| 23 apr. | Udinese-Cremonese    | 3-0 |
| 21 apr. | Verona-Bologna       | 2-1 |

|         | 32ª giornata         |     |
|         |                      |     |
| 30 apr. | Bologna-Juventus     | 1-1 |
| 30 apr. | Cremonese-Verona     | 1-1 |
| 30 apr. | Fiorentina-Sampdoria | 5-0 |
| 30 apr. | Inter-Lazio          | 3-1 |
| 28 apr. | Lecce-Udinese        | 1-0 |
| 30 apr. | Napoli-Salernitana   | 1-1 |
| 29 apr. | Roma-Milan           | 1-1 |
| 30 apr. | Sassuolo-Empoli      | 2-1 |
| 28 apr. | Spezia-Monza         | 0-2 |
| 29 apr. | Torino-Atalanta      | 1-2 |

|        | 33ª giornata           |     |
|        |                        |     |
| 3 mag. | Atalanta-Spezia        | 3-2 |
| 4 mag. | Empoli-Bologna         | 3-1 |
| 3 mag. | Juventus-Lecce         | 2-1 |
| 3 mag. | Lazio-Sassuolo         | 2-0 |
| 3 mag. | Milan-Cremonese        | 1-1 |
| 3 mag. | Monza-Roma             | 1-1 |
| 3 mag. | Salernitana-Fiorentina | 3-3 |
| 3 mag. | Sampdoria-Torino       | 0-2 |
| 4 mag. | Udinese-Napoli         | 1-1 |
| 3 mag. | Verona-Inter           | 0-6 |

|         | 32ª giornata         |     |
|         |                      |     |
| 30 apr. | Bologna-Juventus     | 1-1 |
| 30 apr. | Cremonese-Verona     | 1-1 |
| 30 apr. | Fiorentina-Sampdoria | 5-0 |
| 30 apr. | Inter-Lazio          | 3-1 |
| 28 apr. | Lecce-Udinese        | 1-0 |
| 30 apr. | Napoli-Salernitana   | 1-1 |
| 29 apr. | Roma-Milan           | 1-1 |
| 30 apr. | Sassuolo-Empoli      | 2-1 |
| 28 apr. | Spezia-Monza         | 0-2 |
| 29 apr. | Torino-Atalanta      | 1-2 |

|        | 33ª giornata           |     |
|        |                        |     |
| 3 mag. | Atalanta-Spezia        | 3-2 |
| 4 mag. | Empoli-Bologna         | 3-1 |
| 3 mag. | Juventus-Lecce         | 2-1 |
| 3 mag. | Lazio-Sassuolo         | 2-0 |
| 3 mag. | Milan-Cremonese        | 1-1 |
| 3 mag. | Monza-Roma             | 1-1 |
| 3 mag. | Salernitana-Fiorentina | 3-3 |
| 3 mag. | Sampdoria-Torino       | 0-2 |
| 4 mag. | Udinese-Napoli         | 1-1 |
| 3 mag. | Verona-Inter           | 0-6 |

|        | 34ª giornata       |     |
|        |                    |     |
| 7 mag. | Atalanta-Juventus  | 0-2 |
| 6 mag. | Cremonese-Spezia   | 2-0 |
| 8 mag. | Empoli-Salernitana | 2-1 |
| 7 mag. | Lecce-Verona       | 0-1 |
| 6 mag. | Milan-Lazio        | 2-0 |
| 7 mag. | Napoli-Fiorentina  | 1-0 |
| 6 mag. | Roma-Inter         | 0-2 |
| 8 mag. | Sassuolo-Bologna   | 1-1 |
| 7 mag. | Torino-Monza       | 1-1 |
| 8 mag. | Udinese-Sampdoria  | 2-0 |

|         | 35ª giornata         |     |
|         |                      |     |
| 14 mag. | Bologna-Roma         | 0-0 |
| 14 mag. | Fiorentina-Udinese   | 2-0 |
| 13 mag. | Inter-Sassuolo       | 4-2 |
| 14 mag. | Juventus-Cremonese   | 2-0 |
| 12 mag. | Lazio-Lecce          | 2-2 |
| 14 mag. | Monza-Napoli         | 2-0 |
| 13 mag. | Salernitana-Atalanta | 1-0 |
| 15 mag. | Sampdoria-Empoli     | 1-1 |
| 13 mag. | Spezia-Milan         | 2-0 |
| 14 mag. | Verona-Torino        | 0-1 |

|        | 34ª giornata       |     |
|        |                    |     |
| 7 mag. | Atalanta-Juventus  | 0-2 |
| 6 mag. | Cremonese-Spezia   | 2-0 |
| 8 mag. | Empoli-Salernitana | 2-1 |
| 7 mag. | Lecce-Verona       | 0-1 |
| 6 mag. | Milan-Lazio        | 2-0 |
| 7 mag. | Napoli-Fiorentina  | 1-0 |
| 6 mag. | Roma-Inter         | 0-2 |
| 8 mag. | Sassuolo-Bologna   | 1-1 |
| 7 mag. | Torino-Monza       | 1-1 |
| 8 mag. | Udinese-Sampdoria  | 2-0 |

|         | 35ª giornata         |     |
|         |                      |     |
| 14 mag. | Bologna-Roma         | 0-0 |
| 14 mag. | Fiorentina-Udinese   | 2-0 |
| 13 mag. | Inter-Sassuolo       | 4-2 |
| 14 mag. | Juventus-Cremonese   | 2-0 |
| 12 mag. | Lazio-Lecce          | 2-2 |
| 14 mag. | Monza-Napoli         | 2-0 |
| 13 mag. | Salernitana-Atalanta | 1-0 |
| 15 mag. | Sampdoria-Empoli     | 1-1 |
| 13 mag. | Spezia-Milan         | 2-0 |
| 14 mag. | Verona-Torino        | 0-1 |

|         | 36ª giornata      |     |
|         |                   |     |
| 20 mag. | Atalanta-Verona   | 3-1 |
| 20 mag. | Cremonese-Bologna | 1-5 |
| 22 mag. | Empoli-Juventus   | 4-1 |
| 21 mag. | Lecce-Spezia      | 0-0 |
| 20 mag. | Milan-Sampdoria   | 5-1 |
| 21 mag. | Napoli-Inter      | 3-1 |
| 22 mag. | Roma-Salernitana  | 2-2 |
| 19 mag. | Sassuolo-Monza    | 1-2 |
| 21 mag. | Torino-Fiorentina | 1-1 |
| 21 mag. | Udinese-Lazio     | 0-1 |

|         | 37ª giornata        |     |
|         |                     |     |
| 28 mag. | Bologna-Napoli      | 2-2 |
| 27 mag. | Fiorentina-Roma     | 2-1 |
| 27 mag. | Inter-Atalanta      | 3-2 |
| 28 mag. | Juventus-Milan      | 0-1 |
| 28 mag. | Lazio-Cremonese     | 3-2 |
| 28 mag. | Monza-Lecce         | 0-1 |
| 27 mag. | Salernitana-Udinese | 3-2 |
| 26 mag. | Sampdoria-Sassuolo  | 2-2 |
| 27 mag. | Spezia-Torino       | 0-4 |
| 28 mag. | Verona-Empoli       | 1-1 |

|         | 36ª giornata      |     |
|         |                   |     |
| 20 mag. | Atalanta-Verona   | 3-1 |
| 20 mag. | Cremonese-Bologna | 1-5 |
| 22 mag. | Empoli-Juventus   | 4-1 |
| 21 mag. | Lecce-Spezia      | 0-0 |
| 20 mag. | Milan-Sampdoria   | 5-1 |
| 21 mag. | Napoli-Inter      | 3-1 |
| 22 mag. | Roma-Salernitana  | 2-2 |
| 19 mag. | Sassuolo-Monza    | 1-2 |
| 21 mag. | Torino-Fiorentina | 1-1 |
| 21 mag. | Udinese-Lazio     | 0-1 |

|         | 37ª giornata        |     |
|         |                     |     |
| 28 mag. | Bologna-Napoli      | 2-2 |
| 27 mag. | Fiorentina-Roma     | 2-1 |
| 27 mag. | Inter-Atalanta      | 3-2 |
| 28 mag. | Juventus-Milan      | 0-1 |
| 28 mag. | Lazio-Cremonese     | 3-2 |
| 28 mag. | Monza-Lecce         | 0-1 |
| 27 mag. | Salernitana-Udinese | 3-2 |
| 26 mag. | Sampdoria-Sassuolo  | 2-2 |
| 27 mag. | Spezia-Torino       | 0-4 |
| 28 mag. | Verona-Empoli       | 1-1 |

| \| \| 38ª giornata \| \| \| \| \| \| \| 4 giu. \| Atalanta-Monza \| 5-2 \| \| 3 giu. \| Cremonese-Salernitana \| 2-0 \| \| 3 giu. \| Empoli-Lazio \| 0-2 \| \| 4 giu. \| Lecce-Bologna \| 2-3 \| \| 4 giu. \| Milan-Verona \| 3-1 \| \| 4 giu. \| Napoli-Sampdoria \| 2-0 \| \| 4 giu. \| Roma-Spezia \| 2-1 \| \| 2 giu. \| Sassuolo-Fiorentina \| 1-3 \| \| 3 giu. \| Torino-Inter \| 0-1 \| \| 4 giu. \| Udinese-Juventus \| 0-1 \| |                       |     |
| | 38ª giornata          |     |
| |                       |     |
| 4 giu. | Atalanta-Monza        | 5-2 |
| 3 giu. | Cremonese-Salernitana | 2-0 |
| 3 giu. | Empoli-Lazio          | 0-2 |
| 4 giu. | Lecce-Bologna         | 2-3 |
| 4 giu. | Milan-Verona          | 3-1 |
| 4 giu. | Napoli-Sampdoria      | 2-0 |
| 4 giu. | Roma-Spezia           | 2-1 |
| 2 giu. | Sassuolo-Fiorentina   | 1-3 |
| 3 giu. | Torino-Inter          | 0-1 |
| 4 giu. | Udinese-Juventus      | 0-1 |

|        | 38ª giornata          |     |
|        |                       |     |
| 4 giu. | Atalanta-Monza        | 5-2 |
| 3 giu. | Cremonese-Salernitana | 2-0 |
| 3 giu. | Empoli-Lazio          | 0-2 |
| 4 giu. | Lecce-Bologna         | 2-3 |
| 4 giu. | Milan-Verona          | 3-1 |
| 4 giu. | Napoli-Sampdoria      | 2-0 |
| 4 giu. | Roma-Spezia           | 2-1 |
| 2 giu. | Sassuolo-Fiorentina   | 1-3 |
| 3 giu. | Torino-Inter          | 0-1 |
| 4 giu. | Udinese-Juventus      | 0-1 |

## Spareggi

### Spareggio salvezza
|        | Risultati |        | Luogo e data                  |
| ------ | --------- | ------ | ----------------------------- |
| Spezia | 1-3       | Verona | Reggio Emilia, 11 giugno 2023 |

## Statistiche

### Squadre

#### Capoliste solitarie
|    | —— | —— | —— | ——  | —— | —— | —— | ——     | ——     | ——     | ——     | ——     | ——     | ——     | ——     | ——     | ——     | ——     | ——     | ——     | ——     | ——     | ——     | ——     | ——     | ——     | ——     | ——     | ——     | ——     | ——     | ——     | ——     | ——     | ——     | ——     | ——     | —— |  |
|    |    |    |    | Ata |    |    |    | Napoli | Napoli | Napoli | Napoli | Napoli | Napoli | Napoli | Napoli | Napoli | Napoli | Napoli | Napoli | Napoli | Napoli | Napoli | Napoli | Napoli | Napoli | Napoli | Napoli | Napoli | Napoli | Napoli | Napoli | Napoli | Napoli | Napoli | Napoli | Napoli | Napoli |    |  |
|    |    |    |    |     |    |    |    |        |        |        |        |        |        |        |        |        |        |        |        |        |        |        |        |        |        |        |        |        |        |        |        |        |        |        |        |        |        |    |  |
|    |    |    |    |     |    |    |    |        |        |        |        |        |        |        |        |        |        |        |        |        |        |        |        |        |        |        |        |        |        |        |        |        |        |        |        |        |        |    |  |
| 1ª | 2ª | 3ª | 4ª | 5ª  | 6ª | 7ª | 8ª | 9ª     | 10ª    | 11ª    | 12ª    | 13ª    | 14ª    | 15ª    | 16ª    | 17ª    | 18ª    | 19ª    | 20ª    | 21ª    | 22ª    | 23ª    | 24ª    | 25ª    | 26ª    | 27ª    | 28ª    | 29ª    | 30ª    | 31ª    | 32ª    | 33ª    | 34ª    | 35ª    | 36ª    | 37ª    | 38ª    |    |  |

#### Classifica in divenire
|             | 1ª | 2ª | 3ª | 4ª | 5ª | 6ª | 7ª | 8ª | 9ª | 10ª | 11ª | 12ª | 13ª | 14ª | 15ª | 16ª | 17ª | 18ª | 19ª | 20ª | 21ª | 22ª | 23ª | 24ª | 25ª | 26ª | 27ª | 28ª | 29ª | 30ª | 31ª | 32ª | 33ª | 34ª | 35ª | 36ª | 37ª | 38ª |
|             |    |    |    |    |    |    |    |    |    |     |     |     |     |     |     |     |     |     |     |     |     |     |     |     |     |     |     |     |     |     |     |     |     |     |     |     |     |     |
| ----------- | -- | -- | -- | -- | -- | -- | -- | -- | -- | --- | --- | --- | --- | --- | --- | --- | --- | --- | --- | --- | --- | --- | --- | --- | --- | --- | --- | --- | --- | --- | --- | --- | --- | --- | --- | --- | --- | --- |
| Atalanta    | 3  | 4  | 7  | 10 | 13 | 14 | 17 | 20 | 21 | 24  | 24  | 27  | 27  | 27  | 27  | 28  | 31  | 34  | 35  | 38  | 38  | 41  | 41  | 41  | 42  | 42  | 45  | 48  | 48  | 49  | 52  | 55  | 58  | 58  | 58  | 61  | 61  | 64  |
| Bologna     | 0  | 1  | 1  | 2  | 3  | 6  | 6  | 6  | 7  | 7   | 10  | 13  | 16  | 16  | 19  | 19  | 19  | 22  | 23  | 26  | 29  | 29  | 32  | 35  | 35  | 36  | 37  | 40  | 43  | 44  | 44  | 45  | 45  | 46  | 47  | 50  | 51  | 54  |
| Cremonese   | 0  | 0  | 0  | 0  | 1  | 2  | 2  | 3  | 3  | 4   | 4   | 5   | 6   | 7   | 7   | 7   | 7   | 7   | 8   | 8   | 8   | 8   | 9   | 12  | 12  | 12  | 13  | 13  | 16  | 19  | 19  | 20  | 21  | 24  | 24  | 24  | 24  | 27  |
| Empoli      | 0  | 1  | 2  | 3  | 4  | 4  | 7  | 7  | 8  | 11  | 11  | 11  | 14  | 14  | 17  | 18  | 19  | 22  | 25  | 26  | 26  | 27  | 28  | 28  | 28  | 28  | 28  | 31  | 32  | 32  | 32  | 32  | 35  | 38  | 39  | 42  | 43  | 43  |
| Fiorentina  | 3  | 4  | 5  | 5  | 6  | 6  | 9  | 9  | 9  | 10  | 10  | 13  | 16  | 19  | 19  | 20  | 23  | 23  | 23  | 24  | 24  | 24  | 25  | 28  | 31  | 34  | 37  | 40  | 41  | 42  | 42  | 45  | 46  | 46  | 49  | 50  | 53  | 56  |
| Inter       | 3  | 6  | 6  | 9  | 9  | 12 | 12 | 12 | 15 | 18  | 21  | 24  | 24  | 27  | 30  | 33  | 34  | 37  | 37  | 40  | 43  | 44  | 47  | 47  | 50  | 50  | 50  | 50  | 51  | 51  | 54  | 57  | 60  | 63  | 66  | 66  | 69  | 72  |
| Juventus    | 3  | 4  | 5  | 8  | 9  | 10 | 10 | 13 | 13 | 16  | 19  | 22  | 25  | 28  | 31  | 34  | 37  | 37  | 23  | 23  | 26  | 29  | 32  | 35  | 35  | 38  | 41  | 44  | 44  | 44  | 59  | 60  | 63  | 66  | 69  | 59  | 59  | 62  |
| Lazio       | 3  | 4  | 7  | 8  | 8  | 11 | 14 | 17 | 20 | 21  | 24  | 24  | 27  | 30  | 30  | 30  | 31  | 34  | 37  | 38  | 39  | 39  | 42  | 45  | 48  | 49  | 52  | 55  | 58  | 61  | 61  | 61  | 64  | 64  | 65  | 68  | 71  | 74  |
| Lecce       | 0  | 0  | 1  | 2  | 2  | 3  | 6  | 7  | 7  | 8   | 8   | 8   | 9   | 12  | 15  | 18  | 19  | 20  | 20  | 20  | 23  | 24  | 27  | 27  | 27  | 27  | 27  | 27  | 27  | 28  | 28  | 31  | 31  | 31  | 32  | 33  | 36  | 36  |
| Milan       | 3  | 4  | 7  | 8  | 11 | 14 | 14 | 17 | 20 | 23  | 26  | 26  | 29  | 30  | 33  | 36  | 37  | 38  | 38  | 38  | 38  | 41  | 44  | 47  | 47  | 48  | 48  | 51  | 52  | 53  | 56  | 57  | 58  | 61  | 61  | 64  | 67  | 70  |
| Monza       | 0  | 0  | 0  | 0  | 0  | 1  | 4  | 7  | 10 | 10  | 10  | 10  | 13  | 13  | 16  | 17  | 18  | 21  | 22  | 25  | 26  | 29  | 29  | 29  | 32  | 33  | 34  | 34  | 35  | 38  | 41  | 44  | 45  | 46  | 49  | 52  | 52  | 52  |
| Napoli      | 3  | 6  | 7  | 8  | 11 | 14 | 17 | 20 | 23 | 26  | 29  | 32  | 35  | 38  | 41  | 41  | 44  | 47  | 50  | 53  | 56  | 59  | 62  | 65  | 65  | 68  | 71  | 71  | 74  | 75  | 78  | 79  | 80  | 83  | 83  | 86  | 87  | 90  |
| Roma        | 3  | 6  | 7  | 10 | 10 | 13 | 13 | 16 | 19 | 22  | 22  | 25  | 25  | 26  | 27  | 30  | 31  | 34  | 37  | 37  | 40  | 41  | 44  | 44  | 47  | 47  | 47  | 50  | 53  | 56  | 56  | 57  | 58  | 58  | 59  | 60  | 60  | 63  |
| Salernitana | 0  | 1  | 4  | 5  | 6  | 7  | 7  | 7  | 10 | 10  | 13  | 16  | 17  | 17  | 17  | 17  | 18  | 18  | 18  | 21  | 21  | 21  | 21  | 24  | 25  | 26  | 27  | 28  | 29  | 30  | 33  | 34  | 35  | 35  | 38  | 39  | 42  | 42  |
| Sampdoria   | 0  | 1  | 1  | 2  | 2  | 2  | 2  | 2  | 3  | 3   | 6   | 6   | 6   | 6   | 6   | 9   | 9   | 9   | 9   | 9   | 10  | 11  | 11  | 11  | 12  | 12  | 15  | 15  | 15  | 16  | 17  | 17  | 17  | 17  | 18  | 18  | 19  | 19  |
| Sassuolo    | 0  | 3  | 4  | 5  | 6  | 6  | 9  | 12 | 12 | 12  | 15  | 15  | 15  | 16  | 16  | 16  | 16  | 16  | 17  | 20  | 23  | 24  | 24  | 27  | 30  | 33  | 36  | 37  | 37  | 40  | 40  | 43  | 43  | 44  | 44  | 44  | 45  | 45  |
| Spezia      | 3  | 3  | 4  | 4  | 5  | 5  | 8  | 8  | 8  | 9   | 9   | 9   | 9   | 10  | 13  | 14  | 15  | 18  | 18  | 18  | 18  | 19  | 19  | 20  | 21  | 24  | 24  | 25  | 26  | 26  | 27  | 27  | 27  | 27  | 30  | 31  | 31  | 31  |
| Torino      | 3  | 4  | 7  | 7  | 10 | 10 | 10 | 10 | 11 | 11  | 14  | 17  | 17  | 20  | 21  | 22  | 23  | 23  | 26  | 27  | 30  | 30  | 31  | 31  | 34  | 37  | 37  | 38  | 38  | 39  | 42  | 42  | 45  | 46  | 49  | 50  | 53  | 53  |
| Udinese     | 0  | 1  | 4  | 7  | 10 | 13 | 16 | 19 | 20 | 21  | 21  | 22  | 23  | 24  | 24  | 25  | 25  | 25  | 28  | 29  | 29  | 30  | 30  | 31  | 32  | 35  | 38  | 38  | 39  | 39  | 42  | 42  | 43  | 46  | 46  | 46  | 46  | 46  |
| Verona      | 0  | 1  | 1  | 2  | 5  | 5  | 5  | 5  | 5  | 5   | 5   | 5   | 5   | 5   | 5   | 6   | 9   | 9   | 12  | 13  | 14  | 17  | 17  | 17  | 18  | 19  | 19  | 19  | 22  | 23  | 26  | 27  | 27  | 30  | 30  | 30  | 31  | 31  |

#### Classifiche di rendimento

##### Rendimento andata-ritorno
| Andata      | Andata | Ritorno        | Ritorno |
|             |        |                |         |
| Napoli      | 50     | Napoli         | 40      |
| Milan       | 38     | Lazio          | 37      |
| Juventus    | 38     | Inter          | 35      |
| Lazio       | 37     | Fiorentina     | 33      |
| Roma        | 37     | Milan          | 32      |
| Inter       | 37     | Bologna        | 31      |
| Atalanta    | 35     | Monza          | 30      |
| Udinese     | 28     | Atalanta       | 29      |
| Torino      | 26     | Sassuolo       | 28      |
| Empoli      | 25     | Torino         | 27      |
| Bologna     | 23     | Roma           | 26      |
| Fiorentina  | 23     | Juventus (-10) | 24      |
| Monza       | 22     | Salernitana    | 24      |
| Lecce       | 20     | Cremonese      | 19      |
| Salernitana | 18     | Verona         | 19      |
| Spezia      | 18     | Udinese        | 18      |
| Sassuolo    | 17     | Empoli         | 18      |
| Verona      | 12     | Lecce          | 16      |
| Sampdoria   | 9      | Spezia         | 13      |
| Cremonese   | 8      | Sampdoria      | 10      |

##### Rendimento casa-trasferta
| Casa        | Casa | Trasferta   | Trasferta |
|             |      |             |           |
| Napoli      | 45   | Napoli      | 45        |
| Milan       | 43   | Lazio       | 37        |
| Juventus    | 42   | Atalanta    | 31        |
| Inter       | 42   | Torino      | 31        |
| Lazio       | 37   | Juventus    | 30        |
| Roma        | 36   | Inter       | 30        |
| Atalanta    | 33   | Milan       | 27        |
| Fiorentina  | 33   | Roma        | 27        |
| Bologna     | 30   | Monza       | 26        |
| Sassuolo    | 28   | Bologna     | 24        |
| Empoli      | 28   | Fiorentina  | 23        |
| Salernitana | 27   | Lecce       | 19        |
| Udinese     | 27   | Udinese     | 19        |
| Monza       | 26   | Sassuolo    | 17        |
| Torino      | 22   | Empoli      | 15        |
| Verona      | 21   | Salernitana | 15        |
| Spezia      | 20   | Cremonese   | 11        |
| Lecce       | 17   | Spezia      | 11        |
| Cremonese   | 16   | Verona      | 10        |
| Sampdoria   | 10   | Sampdoria   | 9         |

#### Primati stagionali
Squadre
- Maggior numero di vittorie: Napoli (28)
- Maggior numero di pareggi: Salernitana (15)
- Maggior numero di sconfitte: Sampdoria (25)
- Minor numero di vittorie: Sampdoria (3)
- Minor numero di pareggi: Inter (3)
- Minor numero di sconfitte: Napoli (4)
- Miglior attacco: Napoli (77 gol fatti)
- Peggior attacco: Sampdoria (24 gol fatti)
- Miglior difesa: Napoli (28 gol subiti)
- Peggior difesa: Sampdoria (71 gol subiti)
- Miglior differenza reti: Napoli (+49)
- Peggior differenza reti: Sampdoria (-47)
- Miglior serie positiva: Napoli (15, 1ª-15ª giornata)
- Peggior serie negativa: Cremonese (23, 1ª-23ª giornata)
- Maggior numero di vittorie consecutive: Napoli (11, 5ª-15ª giornata)
- Maggior numero di pareggi consecutivi: Salernitana (6, 25ª-30ª giornata)
- Maggior numero di sconfitte consecutive: Verona (10, 6ª-15ª giornata)

Partite
- Partita con più gol: Atalanta-Salernitana 8-2 (10, 18ª giornata)
- Pareggi con più gol: Juventus-Atalanta 3-3 (6, 19ª giornata) e Salernitana-Fiorentina 3-3 (6, 33ª giornata)
- Maggior scarto di gol: Atalanta-Salernitana 8-2 (6, 18ª giornata) e Verona-Inter 0-6 (6, 33ª giornata)
- Maggior numero di reti in una giornata: 35 (18ª e 36ª giornata)
- Minor numero di reti in una giornata: 13 (2ª giornata)
- Maggior numero di espulsioni in una giornata: 7 (6ª giornata)
- Maggior numero di pareggi in una giornata: 6 (2ª giornata)

### Individuali

#### Classifica marcatori
| Gol | Rigori |  | Giocatore              | Squadra     |
| --- | ------ |  | ---------------------- | ----------- |
| 26  | 2      |  | Victor Osimhen         | Napoli      |
| 21  | 1      |  | Lautaro Martínez       | Inter       |
| 16  | 1      |  | Boulaye Dia            | Salernitana |
| 15  |        |  | Rafael Leão            | Milan       |
| 13  | 3      |  | Ademola Lookman        | Atalanta    |
| 13  | 3      |  | M'Bala Nzola           | Spezia      |
| 13  | 3      |  | Olivier Giroud         | Milan       |
| 12  | 1      |  | Antonio Sanabria       | Torino      |
| 12  | 2      |  | Khvicha K'varatskhelia | Napoli      |
| 12  | 4      |  | Ciro Immobile          | Lazio       |
| 12  | 5      |  | Paulo Dybala           | Roma        |
| 12  | 7      |  | Domenico Berardi       | Sassuolo    |
| 11  | 3      |  | Riccardo Orsolini      | Bologna     |
| 10  | 1      |  | Beto                   | Udinese     |
| 10  | 1      |  | Mattia Zaccagni        | Lazio       |
| 10  | 2      |  | Romelu Lukaku          | Inter       |
| 10  | 2      |  | Dušan Vlahović         | Juventus    |
| 10  | 2      |  | Teun Koopmeiners       | Atalanta    |
| 10  | 3      |  | Marko Arnautović       | Bologna     |

#### MVP del mese
Di seguito i vincitori.
| Mese      | Giocatore              | Squadra     |
| --------- | ---------------------- | ----------- |
| Agosto    | Khvicha K'varatskhelia | Napoli      |
| Settembre | Kim Min-jae            | Napoli      |
| Ottobre   | Rafael Leão            | Milan       |
| Novembre  | Moise Kean             | Juventus    |
| Gennaio   | Victor Osimhen         | Napoli      |
| Febbraio  | Khvicha K'varatskhelia | Napoli      |
| Marzo     | Khvicha K'varatskhelia | Napoli      |
| Aprile    | Rafael Leão            | Milan       |
| Maggio    | Boulaye Dia            | Salernitana |

#### MVC del mese
Di seguito i vincitori.
| Mese      | Allenatore           | Squadra    |
| --------- | -------------------- | ---------- |
| Agosto    | José Mourinho        | Roma       |
| Settembre | Andrea Sottil        | Udinese    |
| Ottobre   | Luciano Spalletti    | Napoli     |
| Novembre  | Massimiliano Allegri | Juventus   |
| Gennaio   | Luciano Spalletti    | Napoli     |
| Febbraio  | Thiago Motta         | Bologna    |
| Marzo     | Maurizio Sarri       | Lazio      |
| Aprile    | Raffaele Palladino   | Monza      |
| Maggio    | Vincenzo Italiano    | Fiorentina |

#### Gol del mese
Di seguito i vincitori. La rete premiata con il riconoscimento Serie A Goal of the Season è evidenziata in giallo.
| Mese      | Giocatore              | Squadra    |
| --------- | ---------------------- | ---------- |
| Agosto    | Lorenzo Colombo        | Lecce      |
| Settembre | Rafael Leão            | Milan      |
| Ottobre   | Brahim Díaz            | Milan      |
| Novembre  | Lewis Ferguson         | Bologna    |
| Gennaio   | Victor Osimhen         | Napoli     |
| Febbraio  | Cristiano Biraghi      | Fiorentina |
| Marzo     | Khvicha K'varatskhelia | Napoli     |
| Aprile    | Alexis Saelemaekers    | Milan      |
| Maggio    | Theo Hernández         | Milan      |

#### Premi individuali della Lega Serie A
Di seguito i vincitori.
| Premio                   | Giocatore                      | Squadra  |
| ------------------------ | ------------------------------ | -------- |
| Miglior Under 23         | Nicolò Fagioli                 | Juventus |
| Miglior portiere         | Ivan Provedel                  | Lazio    |
| Miglior difensore        | Kim Min-jae                    | Napoli   |
| Miglior centrocampista   | Nicolò Barella                 | Inter    |
| Miglior attaccante       | Victor Osimhen                 | Napoli   |
| Miglior giocatore        | Khvicha K'varatskhelia         | Napoli   |
| Miglior allenatore       | Luciano Spalletti              | Napoli   |
| Miglior terreno di gioco | Stadio Atleti Azzurri d'Italia | Atalanta |